# I liga argentyńska w piłce nożnej (1977)
W sezonie 1977 rozegrano dwa turnieje mistrzowskie - stołeczny Campeonato Metropolitano i ogólnokrajowy Campeonato Nacional.
Mistrzem Argentyny Metropolitano w sezonie 1977 został River Plate, a wicemistrzem Argentyny Metropolitano został klub Independiente.
Mistrzem Argentyny Nacional w sezonie 1977 został klub Independiente, natomiast wicemistrzem Argentyny Nacional - Talleres Córdoba.
Do Copa Libertadores 1978 zakwalifikowały się dwa kluby:
- River Plate (mistrz Campeonato Metropolitano)
- Independiente (mistrz Campeonato Nacional)

## Campeonato Metropolitano 1977
Mistrzem Argentyny Metropolitano w sezonie 1977 został klub River Plate, natomiast wicemistrzem Argentyny Metropolitano - Independiente. Do drugiej ligi spadły dwa ostatnie w tabeli kluby - CA Temperley i Ferro Carril Oeste. Po barażach jako trzeci spadł do drugiej ligi klub Club Atlético Lanús. Na ich miejsce awansował tylko jeden klub - CA Estudiantes. W ten sposób pierwsza liga została zmniejszona z 23 do 21 klubów.

### Kolejka 1
| Data           | Mecz |
| -------------- | --- |
| 20 lutego 1977 | Racing Club de Avellaneda - Chacarita Juniors 1:0 Villa                                                                                            |
| 20 lutego 1977 | Newell’s Old Boys - CA Platense 1:0 Irigoyen |
| 20 lutego 1977 | Argentinos Juniors - CA Argentino de Quilmes 1:1 C.Alvarez - Filardo mecz przerwany został w 45 minucie z powodu deszczu dokończony 22 lutego 1977 |
| 20 lutego 1977 | Unión Santa Fe - Gimnasia y Esgrima La Plata 4:1 Trossero(2), Marasco, J.Martínez - Coronel                                                        |
| 20 lutego 1977 | River Plate - CA Temperley 6:2 Marchetti(2), Ortiz, Passarella(2), Pitarch - Forlán, Bello Meza mecz rozegrany został na stadionie klubu Huracán   |
| 20 lutego 1977 | San Lorenzo de Almagro - Ferro Carril Oeste 2:1 Fischer, M.Sánchez - Arregui                                                                       |
| 20 lutego 1977 | CA Vélez Sarsfield - Boca Juniors 2:2 mecz przerwany został w 45 minucie z powodu deszczu dokończony 22 lutego 1977                                |
| 20 lutego 1977 | CA Banfield - CA Huracán 0:1 mecz przerwany został w 45 minucie z powodu deszczu dokończony 22 lutego 1977                                         |
| 20 lutego 1977 | Estudiantes La Plata - CA Colón 1:1 Pagnanini - Di Meola                                                                                           |
| 20 lutego 1977 | Club Atlético Lanús - CA All Boys 0:0 mecz przerwany został w 45 minucie z powodu deszczu dokończony 22 lutego 1977                                |
| 20 lutego 1977 | Atlanta Buenos Aires - Rosario Central 1:0 mecz przerwany został w 36 minucie z powodu deszczu dokończony 22 lutego 1977                           |
| 22 lutego 1977 | Club Atlético Lanús - CA All Boys 4:0 Nani(2), Cárdenas(2) dokończenie przerwanego meczu z 20 lutego 1977                                          |
| 22 lutego 1977 | Atlanta Buenos Aires - Rosario Central 2:0 Curini, Candau dokończenie przerwanego meczu z 20 lutego 1977                                           |
| 22 lutego 1977 | CA Banfield - CA Huracán 1:2 Orte - Saldaño(2) dokończenie przerwanego meczu z 20 lutego 1977                                                      |
| 22 lutego 1977 | Argentinos Juniors - CA Argentino de Quilmes 1:2 C.Alvarez - Filardo, Fortunato dokończenie przerwanego meczu z 20 lutego 1977                     |
| 22 lutego 1977 | CA Vélez Sarsfield - Boca Juniors 2:2 Dominé, A.Rodriguez - Mouzo, Pavón dokończenie przerwanego meczu z 20 lutego 1977                            |

### Kolejka 2
| Data         | Mecz |
| ------------ | --- |
| 4 marca 1977 | CA Temperley - San Lorenzo de Almagro 4:2 Pereyra, Freire(2), Noguera - Rizzi, A.Rodriguez mecz rozegrany został na stadionie klubu Racing       |
| 6 marca 1977 | Rosario Central - Independiente 2:2 Manzi, J.González - Bertoni, Astegiano mecz rozegrany został na stadionie klubu Newell's Old Boys            |
| 6 marca 1977 | CA All Boys - Atlanta Buenos Aires 1:1 Dragonetti - Candau                                                                                       |
| 6 marca 1977 | CA Colón - Club Atlético Lanús 1:2 Vega - Zárate, Nani mecz rozegrany został na stadionie klubu Unión                                            |
| 6 marca 1977 | CA Huracán - Estudiantes La Plata 2:2 O.Rodriguez, H.Rodriguez s - Milano, Gottardi                                                              |
| 6 marca 1977 | Boca Juniors - CA Banfield 2:1 Roig s, Oviedo - M.González                                                                                       |
| 6 marca 1977 | Ferro Carril Oeste - CA Vélez Sarsfield 2:4 O.Gutierrez, Parisi - Dominé, Roldán, Santillán, Castro                                              |
| 6 marca 1977 | Gimnasia y Esgrima La Plata - River Plate 2:3 Borgna, O.Pérez - Telli(2), Marchetti                                                              |
| 6 marca 1977 | CA Argentino de Quilmes - Unión Santa Fe 1:1 Fortunato - Marasco                                                                                 |
| 6 marca 1977 | CA Platense - Argentinos Juniors 3:3 Pinasco(2), Ulrich - C.Alvarez(2), Maradona mecz rozegrany został na stadionie klubu San Lorenzo de Almagro |
| 6 marca 1977 | Chacarita Juniors - Newell’s Old Boys 4:4 Bordón, Avallay(2), Pena - Robles(3), Moyano                                                           |

### Kolejka 3
| Data          | Mecz |
| ------------- | --- |
| 11 marca 1977 | Independiente - CA All Boys 1:1 Outes - Insaurralde mecz przerwany został w 49 minucie                                               |
| 13 marca 1977 | Newell’s Old Boys - Racing Club de Avellaneda 1:0 Robles                                                                             |
| 13 marca 1977 | Argentinos Juniors - Chacarita Juniors 2:1 C.Alvarez, Bravi - Delgado                                                                |
| 13 marca 1977 | Unión Santa Fe - CA Platense 1:1 Gianetti s - Juárez                                                                                 |
| 13 marca 1977 | River Plate - CA Argentino de Quilmes 3:1 P.González, Marchetti, Comelles - Salinas mecz rozegrany został na stadionie klubu Huracán |
| 13 marca 1977 | San Lorenzo de Almagro - Gimnasia y Esgrima La Plata 0:0                                                                             |
| 13 marca 1977 | CA Vélez Sarsfield - CA Temperley 2:1 Roldán, Meglio - Pereyra mecz rozegrany został na stadionie klubu Ferro Carril Oeste           |
| 13 marca 1977 | CA Banfield - Ferro Carril Oeste 3:2 P.Gómez, Sacconi, Crespo - Papandrea, H.Arregui                                                 |
| 13 marca 1977 | Estudiantes La Plata - Boca Juniors 2:0 Gottardi, P.Hernández                                                                        |
| 13 marca 1977 | Club Atlético Lanús - CA Huracán 1:1 Nani - Houseman                                                                                 |
| 13 marca 1977 | Atlanta Buenos Aires - CA Colón 1:1 Candau - Aricó                                                                                   |

### Kolejka 4
| Data          | Mecz |
| ------------- | --- |
| 20 marca 1977 | CA All Boys - Rosario Central 0:0                                                                                              |
| 20 marca 1977 | CA Colón - Independiente 2:1 Aricó, Di Meola - Astegiano mecz rozegrany został na stadionie klubu Unión                        |
| 20 marca 1977 | CA Huracán - Atlanta Buenos Aires 0:1 Franceschini                                                                             |
| 20 marca 1977 | Boca Juniors - Club Atlético Lanús 2:0 Felman, Pavón                                                                           |
| 20 marca 1977 | Ferro Carril Oeste - Estudiantes La Plata 1:2 H.Arregui - Onnis, Letanú                                                        |
| 20 marca 1977 | CA Temperley - CA Banfield 0:1 Ruiz                                                                                            |
| 20 marca 1977 | Gimnasia y Esgrima La Plata - CA Vélez Sarsfield 5:1 Taverna(2), O.Pérez, Lazbal, Fornari - Iervasi                            |
| 20 marca 1977 | CA Argentino de Quilmes - San Lorenzo de Almagro 0:0                                                                           |
| 20 marca 1977 | CA Platense - River Plate 2:5 Juárez(2) - Comisso, J.J.López(2), Marchetti(2) mecz rozegrany został na stadionie klubu Atlanta |
| 20 marca 1977 | Chacarita Juniors - Unión Santa Fe 1:1 Ischia - Trossero                                                                       |
| 20 marca 1977 | Racing Club de Avellaneda - Argentinos Juniors 2:1 Trama, Cordero - Bravi                                                      |

### Kolejka 5
| Data          | Mecz |
| ------------- | --- |
| 25 marca 1977 | River Plate - Chacarita Juniors 1:1 Sabella - Ferrero mecz rozegrany został na stadionie klubu Huracán                             |
| 27 marca 1977 | Argentinos Juniors - Newell’s Old Boys 3:1 C.Alvarez(2), J.López - Moyano                                                          |
| 27 marca 1977 | Unión Santa Fe - Racing Club de Avellaneda 1:1 J.Martínez - Trama                                                                  |
| 27 marca 1977 | San Lorenzo de Almagro - CA Platense 0:0                                                                                           |
| 27 marca 1977 | CA Vélez Sarsfield - CA Argentino de Quilmes 1:1 A.Rodríguez - Ovide s mecz rozegrany został na stadionie klubu Ferro Carril Oeste |
| 27 marca 1977 | CA Banfield - Gimnasia y Esgrima La Plata 5:1 P.Gómez, Orte, Crespo, M.González, Lo Gatto - Di Bastiano                            |
| 27 marca 1977 | Estudiantes La Plata - CA Temperley 5:2 Rocca, Letanú(2), Frassoldati, Gottardi - Freire, Bello Meza                               |
| 27 marca 1977 | Club Atlético Lanús - Ferro Carril Oeste 1:1 Barú - Papandrea                                                                      |
| 27 marca 1977 | Atlanta Buenos Aires - Boca Juniors 1:0 Curini                                                                                     |
| 27 marca 1977 | Independiente - CA Huracán 1:1 Alberto - Houseman mecz rozegrany został na stadionie klubu Racing                                  |
| 27 marca 1977 | Rosario Central - CA Colón 1:1 Pintos - Aricó mecz rozegrany został na stadionie klubu Newell's Old Boys                           |

### Kolejka 6
| Data            | Mecz |
| --------------- | --- |
| 1 kwietnia 1977 | CA Huracán - Rosario Central 2:1 Houseman(2) - Palavecino                                                             |
| 3 kwietnia 1977 | CA Colón - CA All Boys 4:3 Di Meola(2), Luñiz, Roldán - Medina, Pintos mecz rozegrany został na stadionie klubu Unión |
| 3 kwietnia 1977 | Boca Juniors - Independiente 3:2 Mastrángelo, Pavón, Felman - Astegiano, Bertoni                                      |
| 3 kwietnia 1977 | Ferro Carril Oeste - Atlanta Buenos Aires 1:2 Eiras - Candau, Ramos                                                   |
| 3 kwietnia 1977 | CA Temperley - Club Atlético Lanús 1:4 Biondi - Nani(4)                                                               |
| 3 kwietnia 1977 | Gimnasia y Esgrima La Plata - Estudiantes La Plata 3:3 O.Pérez, Echauri(2) - Letanú, Pagnanini(2)                     |
| 3 kwietnia 1977 | CA Argentino de Quilmes - CA Banfield 2:2 Milozzi, Petit - P.Gómez, Sacconi                                           |
| 3 kwietnia 1977 | CA Platense - CA Vélez Sarsfield 0:2 Meglio, Gianetti s mecz rozegrany został na stadionie klubu Atlanta              |
| 3 kwietnia 1977 | Chacarita Juniors - San Lorenzo de Almagro 1:1 Avallay - Marangoni                                                    |
| 3 kwietnia 1977 | Racing Club de Avellaneda - River Plate 2:3 Villa, Trama - P.González, J.J.López, Luque                               |
| 3 kwietnia 1977 | Newell’s Old Boys - Unión Santa Fe 2:1 Moyano, Robles - Trossero                                                      |

### Kolejka 7
| Data            | Mecz |
| --------------- | --- |
| 7 kwietnia 1977 | Unión Santa Fe - Argentinos Juniors 1:1 Moreno - J.López                                                                                |
| 7 kwietnia 1977 | River Plate - Newell’s Old Boys 1:1 J.J.López - Moyano mecz rozegrany został na stadionie klubu Huracán                                 |
| 7 kwietnia 1977 | San Lorenzo de Almagro - Racing Club de Avellaneda 1:1 Olivares - Trama                                                                 |
| 7 kwietnia 1977 | CA Vélez Sarsfield - Chacarita Juniors 3:1 Larraquy, Roldán(2) - Salinas mecz rozegrany został na stadionie klubu Ferro Carril Oeste    |
| 7 kwietnia 1977 | CA Banfield - CA Platense 1:1 Orte - Pinasco                                                                                            |
| 7 kwietnia 1977 | Estudiantes La Plata - CA Argentino de Quilmes 1:3 Gottardi - Fortunato, Filardo, O.Gómez                                               |
| 7 kwietnia 1977 | Club Atlético Lanús - Gimnasia y Esgrima La Plata 1:0 Nani                                                                              |
| 7 kwietnia 1977 | Atlanta Buenos Aires - CA Temperley 5:2 Contreras, Cocco, Ramos, Maletti, Carrió - Biondi, García Sangenis                              |
| 7 kwietnia 1977 | Independiente - Ferro Carril Oeste 4:2 Larrosa, Bertoni(2), Bochini - Crocco, H.Arregui mecz rozegrany został na stadionie klubu Racing |
| 7 kwietnia 1977 | Rosario Central - Boca Juniors 1:0 Aimar mecz rozegrany został na stadionie klubu Newell's Old Boys                                     |
| 7 kwietnia 1977 | CA All Boys - CA Huracán 1:0 Zilli |

### Kolejka 8
| Data             | Mecz |
| ---------------- | --- |
| 9 kwietnia 1977  | Boca Juniors - CA All Boys 5:1 Mouzo, Veglio, Sánchez s, Mastrángelo, Lacava Schell - Britapaja                             |
| 10 kwietnia 1977 | CA Huracán - CA Colón 1:1 Sanabria - Luñiz                                                                                  |
| 10 kwietnia 1977 | Ferro Carril Oeste - Rosario Central 1:8 Rocchia - Oca s, Manzi, Benito, Andreuchi(2), Pintos, Palavecino, Rosetti          |
| 10 kwietnia 1977 | CA Temperley - Independiente 1:1 Biondi - Astegiano                                                                         |
| 10 kwietnia 1977 | Gimnasia y Esgrima La Plata - Atlanta Buenos Aires 4:1 Taverna, Fornari, O.Pérez(2) - Carrió                                |
| 10 kwietnia 1977 | CA Argentino de Quilmes - Club Atlético Lanús 4:0 Raschia, Milozzi, Fortunato(2)                                            |
| 10 kwietnia 1977 | CA Platense - Estudiantes La Plata 2:2 O.Pérez, Pinasco - Onnis, Pagnanini mecz rozegrany został na stadionie klubu Atlanta |
| 10 kwietnia 1977 | Chacarita Juniors - CA Banfield 0:1 Orte                                                                                    |
| 10 kwietnia 1977 | Racing Club de Avellaneda - CA Vélez Sarsfield 1:2 Ferreras - A.Rodríguez, Roldán                                           |
| 10 kwietnia 1977 | Newell’s Old Boys - San Lorenzo de Almagro 2:0 Robles, Moyano                                                               |
| 10 kwietnia 1977 | Argentinos Juniors - River Plate 0:2 Hallar, Luque mecz rozegrany został na stadionie klubu Boca Juniors                    |

### Kolejka 9
| Data             | Mecz |
| ---------------- | --- |
| 15 kwietnia 1977 | Independiente - Gimnasia y Esgrima La Plata 6:2 Larrosa, Outes(3), Bertoni(2) - Fornari(2) mecz rozegrany został na stadionie klubu Racing |
| 17 kwietnia 1977 | River Plate - Unión Santa Fe 5:3 Passarella(2), Luque(2), Marchetti - Trossero(2), Moreno mecz rozegrany został na stadionie klubu Huracán |
| 17 kwietnia 1977 | San Lorenzo de Almagro - Argentinos Juniors 2:1 Rizzi, Mainonis - C.Alvarez                                                                |
| 17 kwietnia 1977 | CA Vélez Sarsfield - Newell’s Old Boys 2:0 Roldán, Santillán mecz rozegrany został na stadionie klubu Ferro Carril Oeste                   |
| 17 kwietnia 1977 | CA Banfield - Racing Club de Avellaneda 0:0                                                                                                |
| 17 kwietnia 1977 | Estudiantes La Plata - Chacarita Juniors 4:2 Pagnanini, Letanú, Solari, Gottardi - Solari s, H.Rodríguez s                                 |
| 17 kwietnia 1977 | Club Atlético Lanús - CA Platense 0:1 Petti                                                                                                |
| 17 kwietnia 1977 | Atlanta Buenos Aires - CA Argentino de Quilmes 0:2 Raschia, Filardo                                                                        |
| 17 kwietnia 1977 | Rosario Central - CA Temperley 4:0 Benito(3), Mancinelli mecz rozegrany został na stadionie klubu Newell's Old Boys                        |
| 17 kwietnia 1977 | CA All Boys - Ferro Carril Oeste 3:1 Britapaja, Dragonetti, Medina - H.Arregui                                                             |
| 17 kwietnia 1977 | CA Colón - Boca Juniors 1:1 Luñiz - Oviedo mecz rozegrany został na stadionie klubu Unión                                                  |

### Kolejka 10
| Data             | Mecz |
| ---------------- | --- |
| 22 kwietnia 1977 | Racing Club de Avellaneda - Estudiantes La Plata 3:1 Glaría, R.Díaz, Trama - Santecchia                         |
| 24 kwietnia 1977 | Boca Juniors - CA Huracán 1:1 Ortiz - Saldaño                                                                   |
| 24 kwietnia 1977 | Ferro Carril Oeste - CA Colón 1:3 H.Arregui - Luñiz(2), Vega                                                    |
| 24 kwietnia 1977 | CA Temperley - CA All Boys 1:2 García Sangenis - Pisapia, Medina                                                |
| 24 kwietnia 1977 | Gimnasia y Esgrima La Plata - Rosario Central 0:2 O.Pérez s, Benito                                             |
| 24 kwietnia 1977 | CA Argentino de Quilmes - Independiente 0:0                                                                     |
| 24 kwietnia 1977 | CA Platense - Atlanta Buenos Aires 2:2 Ulrich, Rego - Cocco(2) mecz rozegrany został na stadionie klubu Atlanta |
| 24 kwietnia 1977 | Chacarita Juniors - Club Atlético Lanús 0:1 Barú                                                                |
| 24 kwietnia 1977 | Newell’s Old Boys - CA Banfield 4:0 Gallego, Rebottaro, H.Sánchez(2)                                            |
| 24 kwietnia 1977 | Argentinos Juniors - CA Vélez Sarsfield 3:0 C.Alvarez(3)                                                        |
| 24 kwietnia 1977 | Unión Santa Fe - San Lorenzo de Almagro 3:0 trossero, Bianchini, Moreno                                         |

### Kolejka 11
| Data        | Mecz |
| ----------- | --- |
| 4 maja 1977 | San Lorenzo de Almagro - River Plate 1:3 Marangoni - Sabella, Marchetti(2)                                                                             |
| 4 maja 1977 | CA Vélez Sarsfield - Unión Santa Fe 3:2 H.López s, Roldán, Castro - Trullet, García Cambón mecz rozegrany został na stadionie klubu Ferro Carril Oeste |
| 4 maja 1977 | CA Banfield - Argentinos Juniors 2:1 Corvo, M.González - J.López                                                                                       |
| 4 maja 1977 | Estudiantes La Plata - Newell’s Old Boys 2:3 Onnis, Letanú - Rocha, Gallego, H.Sánchez                                                                 |
| 4 maja 1977 | Club Atlético Lanús - Racing Club de Avellaneda 1:2 Nani - Villa(2)                                                                                    |
| 4 maja 1977 | Atlanta Buenos Aires - Chacarita Juniors 1:0 Candau |
| 4 maja 1977 | Independiente - CA Platense 5:1 Outes(2), Bertoni(3) - Pinasco                                                                                         |
| 4 maja 1977 | Rosario Central - CA Argentino de Quilmes 2:0 J.González, Mancinelli mecz rozegrany został na stadionie klubu Newell's Old Boys                        |
| 4 maja 1977 | CA All Boys - Gimnasia y Esgrima La Plata 2:1 Tagliani, Nieto - Tutino                                                                                 |
| 4 maja 1977 | CA Colón - CA Temperley 2:0 Di Meola, Luñiz |
| 4 maja 1977 | CA Huracán - Ferro Carril Oeste 2:0 E.Alvarez, Houseman                                                                                                |

### Kolejka 12
| Data        | Mecz |
| ----------- | --- |
| 6 maja 1977 | River Plate - CA Vélez Sarsfield 1:2 P.González - Roldán, Corbalán mecz rozegrany został na stadionie klubu Huracán |
| 8 maja 1977 | Ferro Carril Oeste - Boca Juniors 1:0 C.Arregui                                                                     |
| 8 maja 1977 | CA Temperley - CA Huracán 2:1 Sotelo(2) - O.Rodríguez                                                               |
| 8 maja 1977 | Gimnasia y Esgrima La Plata - CA Colón 2:0 Beltrán, Forgués                                                         |
| 8 maja 1977 | CA Argentino de Quilmes - CA All Boys 4:4 Milozzi, Kaliszuk(2), O.Gómez - Rilo, Britapaja(2), Nieto                 |
| 8 maja 1977 | CA Platense - Rosario Central 2:1 Rego, Petti - Palavecino mecz rozegrany został na stadionie klubu Atlanta         |
| 8 maja 1977 | Chacarita Juniors - Independiente 0:3 Outes(2), Bertoni                                                             |
| 8 maja 1977 | Racing Club de Avellaneda - Atlanta Buenos Aires 2:2 Trama(2) - Candau(2)                                           |
| 8 maja 1977 | Newell’s Old Boys - Club Atlético Lanús 0:1 Coria                                                                   |
| 8 maja 1977 | Argentinos Juniors - Estudiantes La Plata 1:0 C.Alvarez                                                             |
| 8 maja 1977 | Unión Santa Fe - CA Banfield 2:0 Trossero, Bottaniz                                                                 |

### Kolejka 13
| Data         | Mecz |
| ------------ | --- |
| 15 maja 1977 | CA Vélez Sarsfield - San Lorenzo de Almagro 0:1 Mainonis mecz rozegrany został na stadionie klubu Ferro Carril Oeste                               |
| 15 maja 1977 | CA Banfield - River Plate 1:2 Saporiti s - P.González, J.J.López                                                                                   |
| 15 maja 1977 | Estudiantes La Plata - Unión Santa Fe 1:1 Trullet s - Casaccio                                                                                     |
| 15 maja 1977 | Club Atlético Lanús - Argentinos Juniors 1:1 Barú - Maradona                                                                                       |
| 15 maja 1977 | Atlanta Buenos Aires - Newell’s Old Boys 1:1 Carrió - Regueira s                                                                                   |
| 15 maja 1977 | Independiente - Racing Club de Avellaneda 0:0 |
| 15 maja 1977 | Rosario Central - Chacarita Juniors 2:4 Palavecino, Manzi - Avallay(2), Ferrero, Bordón mecz rozegrany został na stadionie klubu Newell's Old Boys |
| 15 maja 1977 | CA All Boys - CA Platense 1:1 Britapaja - Petti |
| 15 maja 1977 | CA Colón - CA Argentino de Quilmes 4:0 Villaruel, Aricó, Luñiz(2)                                                                                  |
| 15 maja 1977 | CA Huracán - Gimnasia y Esgrima La Plata 1:0 Ardiles                                                                                               |
| 15 maja 1977 | Boca Juniors - CA Temperley 3:1 Felman(2), Cvitkovic s - Cvitkovic                                                                                 |

### Kolejka 14
| Data         | Mecz |
| ------------ | --- |
| 20 maja 1977 | Racing Club de Avellaneda - Rosario Central 0:0                                                                              |
| 22 maja 1977 | CA Temperley - Ferro Carril Oeste 1:2 Biondi - M.Gutiérrez(2)                                                                |
| 22 maja 1977 | Gimnasia y Esgrima La Plata - Boca Juniors 1:4 Beltrán - Ribolzi, Mastrángelo(2), Zanabria                                   |
| 22 maja 1977 | CA Argentino de Quilmes - CA Huracán 2:1 O.Gómez, Fortunato - Ardiles                                                        |
| 22 maja 1977 | CA Platense - CA Colón 2:2 Juárez, Pinasco - Vega, Luñiz mecz rozegrany został na stadionie klubu Atlanta                    |
| 22 maja 1977 | Chacarita Juniors - CA All Boys 3:2 Avallay, Salinas(2) - Medina, Bordón s                                                   |
| 22 maja 1977 | Newell’s Old Boys - Independiente 1:2 Robles - Arrieta, Outes                                                                |
| 22 maja 1977 | Argentinos Juniors - Atlanta Buenos Aires 5:2 Maradona(2), C.Alvarez, J.López, Carrizo - Curini, Candau                      |
| 22 maja 1977 | Unión Santa Fe - Club Atlético Lanús 1:1 Benejú s - Figueroa                                                                 |
| 22 maja 1977 | River Plate - Estudiantes La Plata 2:2 Luque, J.J.López - C.López, Gottardi mecz rozegrany został na stadionie klubu Huracán |
| 22 maja 1977 | San Lorenzo de Almagro - CA Banfield 0:2 M.González, Sacconi                                                                 |

### Kolejka 15
| Data         | Mecz |
| ------------ | --- |
| 25 maja 1977 | CA Banfield - CA Vélez Sarsfield 2:3 Sacconi, Corvo - Larraquy, Roldán                                              |
| 25 maja 1977 | Estudiantes La Plata - San Lorenzo de Almagro 2:0 Santecchia, Gottardi                                              |
| 25 maja 1977 | Club Atlético Lanús - River Plate 0:2 Marchetti, Hallar                                                             |
| 25 maja 1977 | Atlanta Buenos Aires - Unión Santa Fe 1:0 Franceschini                                                              |
| 25 maja 1977 | Independiente - Argentinos Juniors 0:2 J.López, C.Alvarez                                                           |
| 25 maja 1977 | Rosario Central - Newell’s Old Boys 1:1 Benito - Robles mecz rozegrany został na stadionie klubu Newell's Old Boys  |
| 25 maja 1977 | CA Colón - Chacarita Juniors 2:1 Luñiz(2) - Avallay                                                                 |
| 25 maja 1977 | CA Huracán - CA Platense 1:1 Saldaño - Pinasco                                                                      |
| 25 maja 1977 | Boca Juniors - CA Argentino de Quilmes 4:1 Pavón, Zanabria, Benítez, Ribolzi - Calderón                             |
| 25 maja 1977 | Ferro Carril Oeste - Gimnasia y Esgrima La Plata 0:1 Beltrán                                                        |
| 27 maja 1977 | CA All Boys - Racing Club de Avellaneda 1:0 O.Pérez mecz rozegrany został na stadionie klubu San Lorenzo de Almagro |

### Kolejka 16
| Data          | Mecz |
| ------------- | --- |
| 15 lipca 1977 | CA Argentino de Quilmes - Ferro Carril Oeste 2:3 Milozzi, Fortunato - Crocco, Sotelo, C.Arregui                                                        |
| 17 lipca 1977 | Gimnasia y Esgrima La Plata - CA Temperley 1:1 Mamberto - Noguera                                                                                      |
| 17 lipca 1977 | CA Platense - Boca Juniors 1:2 Marrero - Cibeyra, Ortiz mecz rozegrany został na stadionie klubu Atlanta                                               |
| 17 lipca 1977 | Chacarita Juniors - CA Huracán 1:1 C.Rodríguez - Candelo                                                                                               |
| 17 lipca 1977 | Racing Club de Avellaneda - CA Colón 2:0 Márquez, Herrera                                                                                              |
| 17 lipca 1977 | Newell’s Old Boys - CA All Boys 4:0 Robles, Rebottaro, Bulleri, H.Sánchez                                                                              |
| 17 lipca 1977 | Argentinos Juniors - Rosario Central 1:0 J.López |
| 17 lipca 1977 | Unión Santa Fe - Independiente 1:2 Telch - Bertoni, Outes                                                                                              |
| 17 lipca 1977 | River Plate - Atlanta Buenos Aires 2:1 Marchetti, J.J.López - Carrió mecz rozegrany został na stadionie klubu Huracán                                  |
| 17 lipca 1977 | San Lorenzo de Almagro - Club Atlético Lanús 1:0 Mendoza                                                                                               |
| 17 lipca 1977 | CA Vélez Sarsfield - Estudiantes La Plata 3:2 Roldán, Meglio, Larraquy - Pagnanini, Milano mecz rozegrany został na stadionie klubu Ferro Carril Oeste |

### Kolejka 17
| Data          | Mecz |
| ------------- | --- |
| 22 lipca 1977 | Atlanta Buenos Aires - San Lorenzo de Almagro 0:1 M.Sánchez                                                         |
| 24 lipca 1977 | Estudiantes La Plata - CA Banfield 2:0 Onnis, Reguera                                                               |
| 24 lipca 1977 | Club Atlético Lanús - CA Vélez Sarsfield 0:0                                                                        |
| 24 lipca 1977 | Independiente - River Plate 2:1 Outes, Bertoni - Lonardi                                                            |
| 24 lipca 1977 | Rosario Central - Unión Santa Fe 1:1 Craiyacich - Ortega mecz rozegrany został na stadionie klubu Newell's Old Boys |
| 24 lipca 1977 | CA All Boys - Argentinos Juniors 3:4 Morandini, Britapaja(2) - Maradona, C.Alvarez(2), Giordano                     |
| 24 lipca 1977 | CA Colón - Newell’s Old Boys 1:0 Roldán                                                                             |
| 24 lipca 1977 | CA Huracán - Racing Club de Avellaneda 0:2 Villa, R.Díaz                                                            |
| 24 lipca 1977 | Boca Juniors - Chacarita Juniors 3:1 Lacava Schell, Ortiz(2) - Bordón                                               |
| 24 lipca 1977 | Ferro Carril Oeste - CA Platense 2:1 Crocco, Rocchia - Peremateu                                                    |
| 24 lipca 1977 | CA Temperley - CA Argentino de Quilmes 1:1 Freire - Salinas                                                         |

### Kolejka 18
| Data          | Mecz |
| ------------- | --- |
| 27 lipca 1977 | CA Argentino de Quilmes - Gimnasia y Esgrima La Plata 2:1 Fortunato(2) - Verón                                                         |
| 27 lipca 1977 | CA Platense - CA Temperley 2:0 Pinasco, Gianetti mecz rozegrany został na stadionie klubu Atlanta                                      |
| 27 lipca 1977 | Chacarita Juniors - Ferro Carril Oeste 1:0 Bordón                                                                                      |
| 27 lipca 1977 | Racing Club de Avellaneda - Boca Juniors 0:3 Felman(2), Veglio                                                                         |
| 27 lipca 1977 | Newell’s Old Boys - CA Huracán 0:0 |
| 27 lipca 1977 | Argentinos Juniors - CA Colón 2:0 J.López(2)                                                                                           |
| 27 lipca 1977 | Unión Santa Fe - CA All Boys 3:2 H.López, Trossero, Bottaniz - Britapaja, Morandini                                                    |
| 27 lipca 1977 | River Plate - Rosario Central[at CA Huracán] 0:0                                                                                       |
| 27 lipca 1977 | San Lorenzo de Almagro - Independiente 0:0                                                                                             |
| 27 lipca 1977 | CA Vélez Sarsfield - Atlanta Buenos Aires 3:1 Asad, Castro, Roldán - Lobos mecz rozegrany został na stadionie klubu Ferro Carril Oeste |
| 27 lipca 1977 | CA Banfield - Club Atlético Lanús 1:1 Villar - Cárdenas mecz rozegrany został na stadionie klubu Los Andes                             |

### Kolejka 19
| Data          | Mecz |
| ------------- | --- |
| 29 lipca 1977 | Independiente - CA Vélez Sarsfield 0:0                                                                                      |
| 31 lipca 1977 | Club Atlético Lanús - Estudiantes La Plata 0:1 Gottardi                                                                     |
| 31 lipca 1977 | Atlanta Buenos Aires - CA Banfield 1:0 Franceschini                                                                         |
| 31 lipca 1977 | Rosario Central - San Lorenzo de Almagro 1:0 Jair mecz rozegrany został na stadionie klubu Newell's Old Boys                |
| 31 lipca 1977 | CA All Boys - River Plate 2:1 Britapaja, Nieto - Passarella mecz rozegrany został na stadionie klubu San Lorenzo de Almagro |
| 31 lipca 1977 | CA Colón - Unión Santa Fe 2:1 Villaruel, Roldán - Bottaniz                                                                  |
| 31 lipca 1977 | CA Huracán - Argentinos Juniors 0:3 Maradona(2), C.Alvarez                                                                  |
| 31 lipca 1977 | Boca Juniors - Newell’s Old Boys 0:0                                                                                        |
| 31 lipca 1977 | Ferro Carril Oeste - Racing Club de Avellaneda 1:2 Rocchia - Trama, R.Domínguez                                             |
| 31 lipca 1977 | CA Temperley - Chacarita Juniors 0:2 Avallay, Salinas                                                                       |
| 31 lipca 1977 | Gimnasia y Esgrima La Plata - CA Platense 1:2 Echauri - Figueredo(2)                                                        |

### Kolejka 20
| Data            | Mecz |
| --------------- | --- |
| 5 sierpnia 1977 | River Plate - CA Colón 0:0 mecz rozegrany został na stadionie klubu Huracán                                                            |
| 7 sierpnia 1977 | CA Platense - CA Argentino de Quilmes 3:2 Pinasco, O.Pérez, Gianetti - Gaspari, Rando mecz rozegrany został na stadionie klubu Atlanta |
| 7 sierpnia 1977 | Chacarita Juniors - Gimnasia y Esgrima La Plata 1:3 Avallay - Montagnoli, Beltrán(2)                                                   |
| 7 sierpnia 1977 | Racing Club de Avellaneda - CA Temperley 2:3 Squeo, Cárdenas - Bello Meza, Pereyra, Biondi                                             |
| 7 sierpnia 1977 | Newell’s Old Boys - Ferro Carril Oeste 4:1 H.Sánchez(2), Robles(2) - Crocco                                                            |
| 7 sierpnia 1977 | Argentinos Juniors - Boca Juniors 0:1 Mastrángelo mecz rozegrany został na stadionie klubu Huracán                                     |
| 7 sierpnia 1977 | Unión Santa Fe - CA Huracán 2:2 Bottaniz, Merlo - Saldaño(2)                                                                           |
| 7 sierpnia 1977 | San Lorenzo de Almagro - CA All Boys 0:0                                                                                               |
| 7 sierpnia 1977 | CA Vélez Sarsfield - Rosario Central 3:1 Castro, Larraquy, Roldán - Manzi mecz rozegrany został na stadionie klubu Ferro Carril Oeste  |
| 7 sierpnia 1977 | CA Banfield - Independiente 1:0 M.González mecz rozegrany został na stadionie klubu Lanús                                              |
| 7 sierpnia 1977 | Estudiantes La Plata - Atlanta Buenos Aires 2:0 Onnis, Reguera                                                                         |

### Kolejka 21
| Data             | Mecz |
| ---------------- | --- |
| 10 sierpnia 1977 | Atlanta Buenos Aires - Club Atlético Lanús 1:0 Fierro                                                          |
| 10 sierpnia 1977 | Independiente - Estudiantes La Plata 2:1 Magallanes(2) - Gottardi                                              |
| 10 sierpnia 1977 | Rosario Central - CA Banfield 2:0 Andreuchi, Benito mecz rozegrany został na stadionie klubu Newell's Old Boys |
| 10 sierpnia 1977 | CA All Boys - CA Vélez Sarsfield 2:2 Nieto, Morandini - Santillán, Castro                                      |
| 10 sierpnia 1977 | CA Colón - San Lorenzo de Almagro 1:1 Aricó - Fischer                                                          |
| 10 sierpnia 1977 | CA Huracán - River Plate 0:2 P.González, Luque                                                                 |
| 10 sierpnia 1977 | Boca Juniors - Unión Santa Fe 1:0 Pavón                                                                        |
| 10 sierpnia 1977 | Ferro Carril Oeste - Argentinos Juniors 2:2 C.Arregui, Iélamo - Fren, C.Alvarez                                |
| 10 sierpnia 1977 | CA Temperley - Newell’s Old Boys 1:0 Pereyra                                                                   |
| 10 sierpnia 1977 | Gimnasia y Esgrima La Plata - Racing Club de Avellaneda 2:0 Beltrán(2)                                         |
| 10 sierpnia 1977 | CA Argentino de Quilmes - Chacarita Juniors 1:1 Fortunato - Bordón                                             |

### Kolejka 22
| Data             | Mecz |
| ---------------- | --- |
| 12 sierpnia 1977 | Chacarita Juniors - CA Platense 1:1 Bordón - Ulrich                                                            |
| 14 sierpnia 1977 | Racing Club de Avellaneda - CA Argentino de Quilmes 1:0 Cárdenas                                               |
| 14 sierpnia 1977 | Newell’s Old Boys - Gimnasia y Esgrima La Plata 3:2 Giusti, Robles, H.Sánchez - Montagnoli, Beltrán            |
| 14 sierpnia 1977 | Argentinos Juniors - CA Temperley 0:0                                                                          |
| 14 sierpnia 1977 | Unión Santa Fe - Ferro Carril Oeste 1:1 Moreno - H.Arregui                                                     |
| 14 sierpnia 1977 | River Plate - Boca Juniors 1:1 P.González - Veglio mecz rozegrany został na stadionie klubu Huracán            |
| 14 sierpnia 1977 | San Lorenzo de Almagro - CA Huracán 2:2 Olivares(2) - Cabrera, Avilés                                          |
| 14 sierpnia 1977 | CA Vélez Sarsfield - CA Colón 2:0 Larraquy, Roldán mecz rozegrany został na stadionie klubu Ferro Carril Oeste |
| 14 sierpnia 1977 | CA Banfield - CA All Boys 1:0 Adorno                                                                           |
| 14 sierpnia 1977 | Estudiantes La Plata - Rosario Central 1:1 Landaburo - Palavecino                                              |
| 14 sierpnia 1977 | Club Atlético Lanús - Independiente 0:2 Outes, Britez                                                          |

### Kolejka 23
| Data             | Mecz |
| ---------------- | --- |
| 17 sierpnia 1977 | Independiente - Atlanta Buenos Aires 3:1 Outes, Britez, Trossero - Franceschini                                                       |
| 17 sierpnia 1977 | Rosario Central - Club Atlético Lanús 3:1 Palavecino(2), Agüero - E.Suárez mecz rozegrany został na stadionie klubu Newell's Old Boys |
| 17 sierpnia 1977 | CA All Boys - Estudiantes La Plata 0:0                                                                                                |
| 17 sierpnia 1977 | CA Colón - CA Banfield 1:0 Aricó |
| 17 sierpnia 1977 | CA Huracán - CA Vélez Sarsfield 1:1 Cabrera - Meglio                                                                                  |
| 17 sierpnia 1977 | Boca Juniors - San Lorenzo de Almagro 1:2 A.Alves - Rizzi, Olguín                                                                     |
| 17 sierpnia 1977 | Ferro Carril Oeste - River Plate 1:1 H.Arregui - Luque                                                                                |
| 17 sierpnia 1977 | CA Temperley - Unión Santa Fe 0:0 |
| 17 sierpnia 1977 | Gimnasia y Esgrima La Plata - Argentinos Juniors 0:0                                                                                  |
| 17 sierpnia 1977 | CA Argentino de Quilmes - Newell’s Old Boys 0:1 Medina s                                                                              |
| 17 sierpnia 1977 | CA Platense - Racing Club de Avellaneda 0:0 mecz rozegrany został na stadionie klubu Atlanta                                          |

### Kolejka 24
| Data             | Mecz |
| ---------------- | --- |
| 21 sierpnia 1977 | Chacarita Juniors - Racing Club de Avellaneda 0:0                                                                           |
| 21 sierpnia 1977 | CA Platense - Newell’s Old Boys 1:0 Pinasco mecz rozegrany został na stadionie klubu Atlanta                                |
| 21 sierpnia 1977 | CA Argentino de Quilmes - Argentinos Juniors 2:2 Medina, Fortunato - C.Alvarez, Maradona                                    |
| 21 sierpnia 1977 | Gimnasia y Esgrima La Plata - Unión Santa Fe 2:1 Taverna, Echauri - Bianchini                                               |
| 21 sierpnia 1977 | CA Temperley - River Plate 1:0 Bello Meza                                                                                   |
| 21 sierpnia 1977 | Ferro Carril Oeste - San Lorenzo de Almagro 1:2 C.Arregui - Olivares, Rizzi                                                 |
| 21 sierpnia 1977 | Boca Juniors - CA Vélez Sarsfield 2:1 Pavón, Mouzo - Meglio                                                                 |
| 21 sierpnia 1977 | CA Huracán - CA Banfield 0:1 Orte                                                                                           |
| 21 sierpnia 1977 | CA Colón - Estudiantes La Plata 4:0 Rico(2), Luñiz, Roldán                                                                  |
| 21 sierpnia 1977 | CA All Boys - Club Atlético Lanús 2:1 Dragonetti, Britapaja - C.Gutiérrez                                                   |
| 21 sierpnia 1977 | Rosario Central - Atlanta Buenos Aires 2:0 Craiyacich, Andreuchi mecz rozegrany został na stadionie klubu Newell's Old Boys |

### Kolejka 25
| Data             | Mecz |
| ---------------- | --- |
| 26 sierpnia 1977 | Estudiantes La Plata - CA Huracán 0:0                                                                                               |
| 28 sierpnia 1977 | Independiente - Rosario Central 1:2 Bochini - Bertolé s, Andreuchi                                                                  |
| 28 sierpnia 1977 | Atlanta Buenos Aires - CA All Boys 0:1 Medina                                                                                       |
| 28 sierpnia 1977 | Club Atlético Lanús - CA Colón 1:1 Benejú - Roldán                                                                                  |
| 28 sierpnia 1977 | CA Banfield - Boca Juniors 0:1 Ortiz                                                                                                |
| 28 sierpnia 1977 | CA Vélez Sarsfield - Ferro Carril Oeste 3:0 Rocchia s, Larraquy, Castro mecz rozegrany został na stadionie klubu Ferro Carril Oeste |
| 28 sierpnia 1977 | San Lorenzo de Almagro - CA Temperley 1:0 Fischer                                                                                   |
| 28 sierpnia 1977 | River Plate - Gimnasia y Esgrima La Plata 1:0 Marchetti mecz rozegrany został na stadionie klubu Huracán                            |
| 28 sierpnia 1977 | Unión Santa Fe - CA Argentino de Quilmes 2:0 Bottaniz, Moreno                                                                       |
| 28 sierpnia 1977 | Argentinos Juniors - CA Platense 0:1 Rivero                                                                                         |
| 28 sierpnia 1977 | Newell’s Old Boys - Chacarita Juniors 1:1 Robles - Avallay                                                                          |

### Kolejka 26
| Data             | Mecz |
| ---------------- | --- |
| 2 września 1977  | CA Platense - Unión Santa Fe 1:0 Ulrich mecz rozegrany został na stadionie klubu San Lorenzo de Almagro                                 |
| 4 września 1977  | Racing Club de Avellaneda - Newell’s Old Boys 3:1 Trama(2), Villa - Giusti                                                              |
| 4 września 1977  | Chacarita Juniors - Argentinos Juniors 2:2 Avallay, Casares - Giordano, Maradona                                                        |
| 4 września 1977  | CA Argentino de Quilmes - River Plate 1:3 Fortunato - Saporiti, Marchetti(2)                                                            |
| 4 września 1977  | Boca Juniors - Estudiantes La Plata[at Racing Club de Avellaneda] 0:0 mecz przerwany został w 18 minucie - dokończony 20 września 1977  |
| 4 września 1977  | Gimnasia y Esgrima La Plata - San Lorenzo de Almagro 2:2 Beltrán, Tutino - Olguín, Dallovere s                                          |
| 4 września 1977  | CA Temperley - CA Vélez Sarsfield 0:0                                                                                                   |
| 4 września 1977  | Ferro Carril Oeste - CA Banfield 1:1 H.Arregui - Orte                                                                                   |
| 4 września 1977  | CA Huracán - Club Atlético Lanús 2:0 Houseman(2)                                                                                        |
| 4 września 1977  | CA Colón - Atlanta Buenos Aires 3:2 Luñiz, Fertonani, Vega - Franceschini(2)                                                            |
| 4 września 1977  | CA All Boys - Independiente 1:1 O.Pérez - Trossero mecz rozegrany został na stadionie klubu San Lorenzo de Almagro                      |
| 20 września 1977 | Boca Juniors - Estudiantes La Plata 1:0 Pernía mecz rozegrany został na stadionie klubu Racing dokończenie meczu z dnia 4 września 1977 |

### Kolejka 27
| Data            | Mecz |
| --------------- | --- |
| 7 września 1977 | Rosario Central - CA All Boys 1:0 Manzi mecz rozegrany został na stadionie klubu Newell's Old Boys                                                    |
| 7 września 1977 | Independiente - CA Colón 2:1 Magallanes, Bertoni - Luñiz                                                                                              |
| 7 września 1977 | Atlanta Buenos Aires - CA Huracán 3:2 Franceschini, Curini(2) - Cano, Saldaño                                                                         |
| 7 września 1977 | Club Atlético Lanús - Boca Juniors 2:0 Barú, C.Gutiérrez                                                                                              |
| 7 września 1977 | Estudiantes La Plata - Ferro Carril Oeste 1:1 Gottardi - Sotelo                                                                                       |
| 7 września 1977 | CA Banfield - CA Temperley 1:1 Morís - Biondi |
| 7 września 1977 | CA Vélez Sarsfield - Gimnasia y Esgrima La Plata 1:3 Larraquy - Fornari, Beltrán, Forgués mecz rozegrany został na stadionie klubu Ferro Carril Oeste |
| 7 września 1977 | San Lorenzo de Almagro - CA Argentino de Quilmes 4:0 Olivares, Olguín, Fischer, Marangoni                                                             |
| 7 września 1977 | River Plate - CA Platense 4:1 Luque, Marchetti(3) - Pinasco mecz rozegrany został na stadionie klubu Huracán                                          |
| 7 września 1977 | Unión Santa Fe - Chacarita Juniors 2:2 Trossero, Bottaniz - Avallay, Bordón                                                                           |
| 7 września 1977 | Argentinos Juniors - Racing Club de Avellaneda 1:1 C.Alvarez - R.Díaz                                                                                 |

### Kolejka 28
| Data             | Mecz |
| ---------------- | --- |
| 9 września 1977  | Boca Juniors - Atlanta Buenos Aires 2:2 Perotti, Ríos - Curini, Azzolini                                             |
| 11 września 1977 | CA Argentino de Quilmes - CA Vélez Sarsfield 1:0 Raschia                                                             |
| 14 września 1977 | Newell’s Old Boys - Argentinos Juniors 5:0 Robles(2}, Alfaro, H.Sánchez, Montes                                      |
| 14 września 1977 | Racing Club de Avellaneda - Unión Santa Fe 1:1 Glaría - Ortega                                                       |
| 14 września 1977 | Chacarita Juniors - River Plate 0:1 Ortiz                                                                            |
| 14 września 1977 | CA Platense - San Lorenzo de Almagro 3:1 Belloni(2), O.Pérez - Lupo mecz rozegrany został na stadionie klubu Atlanta |
| 14 września 1977 | Gimnasia y Esgrima La Plata - CA Banfield 1:1 Forgués - Orte                                                         |
| 14 września 1977 | CA Temperley - Estudiantes La Plata 2:1 Freire, Biondi - Gottardi                                                    |
| 14 września 1977 | Ferro Carril Oeste - Club Atlético Lanús 2:2 Oca, Prycodko - Cárdenas, Ribeca                                        |
| 14 września 1977 | CA Huracán - Independiente 1:3 J.Díaz - Outes, Bertoni, Larrosa                                                      |
| 14 września 1977 | CA Colón - Rosario Central 0:1 Benito                                                                                |

### Kolejka 29
| Data             | Mecz |
| ---------------- | --- |
| 16 września 1977 | CA All Boys - CA Colón 1:0 Britapaja |
| 16 września 1977 | Rosario Central - CA Huracán 1:1 Mancinelli - Pelayes mecz rozegrany został na stadionie klubu Newell's Old Boys                                |
| 16 września 1977 | Independiente - Boca Juniors 0:0 |
| 16 września 1977 | Atlanta Buenos Aires - Ferro Carril Oeste 5:1 Franceschini(2), Cocco, Contreras, Maletti - C.Arregui                                            |
| 16 września 1977 | Club Atlético Lanús - CA Temperley 3:2 Clausi, Barú, Pachamé - Biondi(2)                                                                        |
| 16 września 1977 | Estudiantes La Plata - Gimnasia y Esgrima La Plata 1:1 Russo - Fornari                                                                          |
| 16 września 1977 | CA Banfield - CA Argentino de Quilmes 0:0 |
| 16 września 1977 | CA Vélez Sarsfield - CA Platense 5:1 Roldán(2), Larraquy, Iervasi, Castro - Belloni mecz rozegrany został na stadionie klubu Ferro Carril Oeste |
| 16 września 1977 | San Lorenzo de Almagro - Chacarita Juniors 1:2 Fischer - Ferrero, Delgado                                                                       |
| 16 września 1977 | River Plate - Racing Club de Avellaneda 1:0 Marchetti mecz rozegrany został na stadionie klubu Huracán                                          |
| 16 września 1977 | Unión Santa Fe - Newell’s Old Boys 2:0 Trossero(2)]                                                                                             |

### Kolejka 30
| Data             | Mecz |
| ---------------- | --- |
| 18 września 1977 | Argentinos Juniors - Unión Santa Fe 0:0                                                                          |
| 18 września 1977 | Newell’s Old Boys - River Plate 2:2 Giusti, Alfaro - Passarella, Comisso                                         |
| 18 września 1977 | Racing Club de Avellaneda - San Lorenzo de Almagro 3:1 Squeo, Marangoni, Olguín s - Fischer                      |
| 18 września 1977 | Chacarita Juniors - CA Vélez Sarsfield 0:0                                                                       |
| 18 września 1977 | CA Platense - CA Banfield 0:0 mecz rozegrany został na stadionie klubu Atlanta                                   |
| 18 września 1977 | CA Argentino de Quilmes - Estudiantes La Plata 1:1 O.Gómez - Pagnanini                                           |
| 18 września 1977 | Gimnasia y Esgrima La Plata - Club Atlético Lanús 1:2 Forgués - Barú, C.Gutiérrez                                |
| 18 września 1977 | CA Temperley - Atlanta Buenos Aires 4:0 Bello Meza, Verón, Freire, García Sangenis                               |
| 18 września 1977 | Ferro Carril Oeste - Independiente 0:2 Arrieta, Bertoni                                                          |
| 18 września 1977 | Boca Juniors - Rosario Central 0:2 Manzi, Benito mecz rozegrany został na stadionie klubu San Lorenzo de Almagro |
| 18 września 1977 | CA Huracán - CA All Boys 1:0 J.Díaz                                                                              |

### Kolejka 31
| Data             | Mecz |
| ---------------- | --- |
| 23 września 1977 | CA Colón - CA Huracán 6:3 Aricó(2), Luñiz, Roldán, J.López, Vega - Houseman, Pelayes, Ardiles                                            |
| 23 września 1977 | CA All Boys - Boca Juniors 1:0 Nieto mecz rozegrany został na stadionie klubu Racing                                                     |
| 23 września 1977 | Rosario Central - Ferro Carril Oeste 1:2 Manzi - Sotelo(2) mecz rozegrany został na stadionie klubu Newell's Old Boys                    |
| 23 września 1977 | Independiente - CA Temperley 3:2 Outes, Bochini, Bertoni - Bello Meza, Freire                                                            |
| 23 września 1977 | Atlanta Buenos Aires - Gimnasia y Esgrima La Plata 1:1 Carrió - Forgués                                                                  |
| 23 września 1977 | Club Atlético Lanús - CA Argentino de Quilmes 1:1 Clausi - O.Gómez                                                                       |
| 23 września 1977 | Estudiantes La Plata - CA Platense 3:0 Letanú(3)                                                                                         |
| 23 września 1977 | CA Banfield - Chacarita Juniors 1:2 Sacconi - Delgado, Avallay                                                                           |
| 23 września 1977 | CA Vélez Sarsfield - Racing Club de Avellaneda 2:1 Larraquy, Meglio - Killer mecz rozegrany został na stadionie klubu Ferro Carril Oeste |
| 23 września 1977 | San Lorenzo de Almagro - Newell’s Old Boys 2:1 Olguín, Collavini - R.Rodriguez                                                           |
| 23 września 1977 | River Plate - Argentinos Juniors 2:1 Rafaelli, Luque - C.Alvarez mecz rozegrany został na stadionie klubu Huracán                        |

### Kolejka 32
| Data             | Mecz                                                                                                  |
| ---------------- | --- |
| 25 września 1977 | Unión Santa Fe - River Plate 2:1 Trossero(2) - Luque                                                  |
| 25 września 1977 | Argentinos Juniors - San Lorenzo de Almagro 0:1 Marangoni                                             |
| 25 września 1977 | Newell’s Old Boys - CA Vélez Sarsfield 3:0 Giusti, H.Sánchez, Robles                                  |
| 25 września 1977 | Racing Club de Avellaneda - CA Banfield 1:1 Squeo - P.Gómez                                           |
| 25 września 1977 | Chacarita Juniors - Estudiantes La Plata 3:0 Avallay(2), Ischia                                       |
| 25 września 1977 | CA Platense - Club Atlético Lanús 0:0 mecz rozegrany został na stadionie klubu Atlanta                |
| 25 września 1977 | CA Argentino de Quilmes - Atlanta Buenos Aires 2:0 Fortunato(2)                                       |
| 25 września 1977 | Gimnasia y Esgrima La Plata - Independiente 2:0 Fornari, Montagnoli                                   |
| 25 września 1977 | CA Temperley - Rosario Central 0:0                                                                    |
| 25 września 1977 | Ferro Carril Oeste - CA All Boys 0:0                                                                  |
| 25 września 1977 | Boca Juniors - CA Colón 2:0 Pavón, Mastrángelo mecz rozegrany został na stadionie klubu Independiente |

### Kolejka 33
| Data             | Mecz |
| ---------------- | --- |
| 28 września 1977 | CA Huracán - Boca Juniors 2:2 Houseman, Galván - Cibeyra, Pavón                                                                                    |
| 28 września 1977 | CA Colón - Ferro Carril Oeste 1:0 Vega |
| 28 września 1977 | CA All Boys - CA Temperley 0:0 |
| 28 września 1977 | Rosario Central - Gimnasia y Esgrima La Plata 4:0 Craiyackoh, Andreuchi, Coullery, Jair mecz rozegrany został na stadionie klubu Newell's Old Boys |
| 28 września 1977 | Independiente - CA Argentino de Quilmes 3:0 Bertoni, Outes, Magallanes                                                                             |
| 28 września 1977 | Atlanta Buenos Aires - CA Platense 0:0 |
| 28 września 1977 | Club Atlético Lanús - Chacarita Juniors 0:0 |
| 28 września 1977 | Estudiantes La Plata - Racing Club de Avellaneda 2:1 Landaburo(2) - Cordero                                                                        |
| 28 września 1977 | CA Banfield - Newell’s Old Boys 3:3 P.Gómez(2), Cerqueiro - Robles(3)                                                                              |
| 28 września 1977 | CA Vélez Sarsfield - Argentinos Juniors 0:0 mecz rozegrany został na stadionie klubu Ferro Carril Oeste                                            |
| 28 września 1977 | San Lorenzo de Almagro - Unión Santa Fe 2:0 M.Sánchez, Olivares                                                                                    |

### Kolejka 34
| Data                | Mecz                                                                                      |
| ------------------- | ----------------------------------------------------------------------------------------- |
| 2 października 1977 | River Plate - San Lorenzo de Almagro 0:0 mecz rozegrany został na stadionie klubu Huracán |
| 2 października 1977 | Unión Santa Fe - CA Vélez Sarsfield 0:0                                                   |
| 2 października 1977 | Argentinos Juniors - CA Banfield 1:4 C.Alvarez - Lo Gatto, Cerqueiro(3)                   |
| 2 października 1977 | Newell’s Old Boys - Estudiantes La Plata 1:0 Alfaro                                       |
| 2 października 1977 | Racing Club de Avellaneda - Club Atlético Lanús 1:1 R.Díaz - Clausi                       |
| 2 października 1977 | Chacarita Juniors - Atlanta Buenos Aires 1:0 Astudillo                                    |
| 2 października 1977 | CA Platense - Independiente 0:1 Bertoni mecz rozegrany został na stadionie klubu Atlanta  |
| 2 października 1977 | CA Argentino de Quilmes - Rosario Central 1:0 Kaliszuk                                    |
| 2 października 1977 | Gimnasia y Esgrima La Plata - CA All Boys 4:2 Beltrán(3), O.Pérez - Medina(2)             |
| 2 października 1977 | CA Temperley - CA Colón 1:2 De Marta - Aricó, Aráoz                                       |
| 2 października 1977 | Ferro Carril Oeste - CA Huracán 0:1 Cabrera                                               |

### Kolejka 35
| Data                | Mecz |
| ------------------- | --- |
| 5 października 1977 | Boca Juniors - Ferro Carril Oeste 3:1 Mastrángelo(3) - Oca                                                        |
| 5 października 1977 | CA Huracán - CA Temperley 5:3 Houseman(3), Cabrera(2) - Pereyra, Freire, Noguera                                  |
| 5 października 1977 | CA Colón - Gimnasia y Esgrima La Plata 3:1 E.Fernández, Roldán, Zimmerman - Urquiza                               |
| 5 października 1977 | CA All Boys - CA Argentino de Quilmes 2:1 Morandini(2) - Salinas                                                  |
| 5 października 1977 | Rosario Central - CA Platense 0:0 mecz rozegrany został na stadionie klubu Newell's Old Boys                      |
| 5 października 1977 | Independiente - Chacarita Juniors 2:1 Bertoni, Galván - Delgado                                                   |
| 5 października 1977 | Atlanta Buenos Aires - Racing Club de Avellaneda 1:0 Contreras                                                    |
| 5 października 1977 | Club Atlético Lanús - Newell’s Old Boys 0:0                                                                       |
| 5 października 1977 | Estudiantes La Plata - Argentinos Juniors 1:1 Letanú - Maradona                                                   |
| 5 października 1977 | CA Banfield - Unión Santa Fe 2:0 Orte, P.Gómez                                                                    |
| 5 października 1977 | CA Vélez Sarsfield - River Plate 2:0 Roldán, Corbalán mecz rozegrany został na stadionie klubu Ferro Carril Oeste |

### Kolejka 36
| Data                | Mecz |
| ------------------- | --- |
| 9 października 1977 | San Lorenzo de Almagro - CA Vélez Sarsfield 0:1 Larraquy                                                                 |
| 9 października 1977 | River Plate - CA Banfield 3:1 Luque(3) - D'Angelo mecz rozegrany został na stadionie klubu Huracán                       |
| 9 października 1977 | Unión Santa Fe - Estudiantes La Plata 1:1 Trossero - Santecchia                                                          |
| 9 października 1977 | Argentinos Juniors - Club Atlético Lanús 0:0                                                                             |
| 9 października 1977 | Newell’s Old Boys - Atlanta Buenos Aires 0:1 Carrió                                                                      |
| 9 października 1977 | Racing Club de Avellaneda - Independiente 0:0                                                                            |
| 9 października 1977 | Chacarita Juniors - Rosario Central 1:0 Avallay                                                                          |
| 9 października 1977 | CA Platense - CA All Boys 2:2 Belloni, Tortoriello - O.Pérez, Britapaja mecz rozegrany został na stadionie klubu Atlanta |
| 9 października 1977 | CA Argentino de Quilmes - CA Colón 1:1 Fortunato - Aricó                                                                 |
| 9 października 1977 | Gimnasia y Esgrima La Plata - CA Huracán 2:2 Tutino, Fornari - Houseman(2)                                               |
| 9 października 1977 | CA Temperley - Boca Juniors 2:1 Biondi(2) - Perotti                                                                      |

### Kolejka 37
| Data                 | Mecz |
| -------------------- | --- |
| 12 października 1977 | Ferro Carril Oeste - CA Temperley 3:4 H.Arregui, Bartolomei(2) - Pereyra(2), Noguera, Varón mecz rozegrany został na stadionie klubu San Lorenzo de Almagro |
| 12 października 1977 | Boca Juniors - Gimnasia y Esgrima La Plata 2:0 Veglio, Mouzo                                                                                                |
| 12 października 1977 | CA Huracán - CA Argentino de Quilmes 2:1 C.Díaz, Houseman - Fortunato                                                                                       |
| 12 października 1977 | CA Colón - CA Platense 3:1 Aricó, Belloni o/g, Roldán - Alderete                                                                                            |
| 12 października 1977 | CA All Boys - Chacarita Juniors 0:0 |
| 12 października 1977 | Rosario Central - Racing Club de Avellaneda 1:0 Magistral mecz rozegrany został na stadionie klubu Newell's Old Boys                                        |
| 12 października 1977 | Independiente - Newell’s Old Boys 1:1 Bertoni - Robles |
| 12 października 1977 | Atlanta Buenos Aires - Argentinos Juniors 0:1 J.López |
| 12 października 1977 | Club Atlético Lanús - Unión Santa Fe 1:3 Moralejo - Trossero, Marasco(2)                                                                                    |
| 12 października 1977 | Estudiantes La Plata - River Plate 0:0 |
| 12 października 1977 | CA Banfield - San Lorenzo de Almagro 2:0 Villar s, Cerqueiro                                                                                                |

### Kolejka 38
| Data                 | Mecz |
| -------------------- | --- |
| 16 października 1977 | CA Vélez Sarsfield - CA Banfield 1:1 O.Gutiérrez - Cerqueiro mecz rozegrany został na stadionie klubu Ferro Carril Oeste          |
| 16 października 1977 | San Lorenzo de Almagro - Estudiantes La Plata 0:1 Gottardi                                                                        |
| 16 października 1977 | River Plate - Club Atlético Lanús 1:1 Ortiz - Ojeda mecz rozegrany został na stadionie klubu Huracán                              |
| 16 października 1977 | Unión Santa Fe - Atlanta Buenos Aires 1:0 Trossero                                                                                |
| 16 października 1977 | Argentinos Juniors - Independiente 2:5 Giordano - Bertoni(2), Outes(2), Trossero mecz rozegrany został na stadionie klubu Huracán |
| 16 października 1977 | Newell’s Old Boys - Rosario Central 2:1 Montes, Rocha - Agüero                                                                    |
| 16 października 1977 | Racing Club de Avellaneda - CA All Boys 0:0                                                                                       |
| 16 października 1977 | Chacarita Juniors - CA Colón 4:2 Avallay(3), Ferrero - Villarruel, Roldán                                                         |
| 16 października 1977 | CA Platense - CA Huracán 2:3 Orlando, Ulrich - Houseman(2), J.Díaz mecz rozegrany został na stadionie klubu Atlanta               |
| 16 października 1977 | CA Argentino de Quilmes - Boca Juniors 1:0 Paruzzo                                                                                |
| 16 października 1977 | Gimnasia y Esgrima La Plata - Ferro Carril Oeste 4:1 Beltrán, Forgués, Tutino, Fornari - H.Arregui                                |

### Kolejka 39
| Data                 | Mecz |
| -------------------- | --- |
| 19 października 1977 | CA Temperley - Gimnasia y Esgrima La Plata 2:1 Donaires, Verón - Tutino                                                                |
| 19 października 1977 | Ferro Carril Oeste - CA Argentino de Quilmes 1:1 H.Arregui - Fortunato mecz rozegrany został na stadionie klubu San Lorenzo de Almagro |
| 19 października 1977 | Boca Juniors - CA Platense 2:1 Mastrángelo, Lacava Schell - Pinasco                                                                    |
| 19 października 1977 | CA Huracán - Chacarita Juniors 1:0 C.Díaz                                                                                              |
| 19 października 1977 | CA Colón - Racing Club de Avellaneda 3:2 Luñiz, Villaruel, E.Fernández] [Trama, Barbas                                                 |
| 19 października 1977 | CA All Boys - Newell’s Old Boys 2:4 Nieto, Medina - Robles(2), Alfaro(2)                                                               |
| 19 października 1977 | Rosario Central - Argentinos Juniors 1:0 Manzi mecz rozegrany został na stadionie klubu Newell's Old Boys                              |
| 19 października 1977 | Independiente - Unión Santa Fe 4:2 Trossero(3), Bochini - Bottaniz, Trullet                                                            |
| 19 października 1977 | Atlanta Buenos Aires - River Plate 0:2 J.J.López(2)                                                                                    |
| 19 października 1977 | Club Atlético Lanús - San Lorenzo de Almagro 1:3 C.Gutiérrez - Marangoni, Rizzi, Fischer                                               |
| 19 października 1977 | Estudiantes La Plata - CA Vélez Sarsfield 2:2 C.López, Onnis - Meglio, Roldán                                                          |

### Kolejka 40
| Data                 | Mecz |
| -------------------- | --- |
| 23 października 1977 | CA Banfield - Estudiantes La Plata 1:0 M.González                                                                   |
| 23 października 1977 | CA Vélez Sarsfield - Club Atlético Lanús 1:0 Roldán mecz rozegrany został na stadionie klubu Ferro Carril Oeste     |
| 23 października 1977 | San Lorenzo de Almagro - Atlanta Buenos Aires 2:2 M.Sánchez, Fischer - Franceschini(2)                              |
| 23 października 1977 | River Plate - Independiente 1:1 Sabella - Magallanes mecz rozegrany został na stadionie klubu Huracán               |
| 23 października 1977 | Unión Santa Fe - Rosario Central 2:1 Marasco, Bottaniz - Mancinelli                                                 |
| 23 października 1977 | Argentinos Juniors - CA All Boys 3:2 C.Alvarez, Ovelar, Maradona - O.Pérez, Morandini                               |
| 23 października 1977 | Newell’s Old Boys - CA Colón 1:4 Roux Larrosa - Vega, Luna, Luñiz, Aricó                                            |
| 23 października 1977 | Racing Club de Avellaneda - CA Huracán 1:0 R.Díaz                                                                   |
| 23 października 1977 | Chacarita Juniors - Boca Juniors 1:2 Avallay - Mastrángelo(2)                                                       |
| 23 października 1977 | CA Platense - Ferro Carril Oeste 2:2 Pinasco, O.Pérez - Vidal, Oca mecz rozegrany został na stadionie klubu Atlanta |
| 23 października 1977 | CA Argentino de Quilmes - CA Temperley 2:1 O.Gómez, Salinas - O.Sánchez                                             |

### Kolejka 41
| Data                 | Mecz                                                                                         |
| -------------------- | -------------------------------------------------------------------------------------------- |
| 26 października 1977 | Gimnasia y Esgrima La Plata - CA Argentino de Quilmes 3:1 Montagnoli, Beltrán(2) - Paruzzo   |
| 26 października 1977 | CA Temperley - CA Platense 0:0                                                               |
| 26 października 1977 | Ferro Carril Oeste - Chacarita Juniors 1:1 Prycodko - Avallay                                |
| 26 października 1977 | Boca Juniors - Racing Club de Avellaneda 2:1 Mastrángelo(2) - Glaria                         |
| 26 października 1977 | CA Huracán - Newell’s Old Boys 3:1 Avilés, Cabrera, Domengoni - H.Sánchez                    |
| 26 października 1977 | CA Colón - Argentinos Juniors 3:2 Luna, Luñiz, Aricó - C.Alvarez(2)                          |
| 26 października 1977 | CA All Boys - Unión Santa Fe 0:0                                                             |
| 26 października 1977 | Rosario Central - River Plate 0:0 mecz rozegrany został na stadionie klubu Newell's Old Boys |
| 26 października 1977 | Independiente - San Lorenzo de Almagro 3:1 Larrosa, Outes, Trossero - Rizzi                  |
| 26 października 1977 | Atlanta Buenos Aires - CA Vélez Sarsfield 1:1 Curini - Larraquy                              |
| 26 października 1977 | Club Atlético Lanús - CA Banfield 2:1 Coria, C.Gutiérrez - Cerqueiro                         |

### Kolejka 42
| Data                 | Mecz                                                                                                   |
| -------------------- | --- |
| 30 października 1977 | Estudiantes La Plata - Club Atlético Lanús 4:2 Gottardi, Russo, Pagnanini, C.López - Coria, Ribeca     |
| 30 października 1977 | CA Banfield - Atlanta Buenos Aires 0:1 Candau                                                          |
| 30 października 1977 | CA Vélez Sarsfield - Independiente 0:0 mecz rozegrany został na stadionie klubu Ferro Carril Oeste     |
| 30 października 1977 | San Lorenzo de Almagro - Rosario Central 3:4 Fischer(2), M.Sánchez - Palavecino(3), J.García           |
| 30 października 1977 | River Plate - CA All Boys 3:0 J.J.López, Luque(2) mecz rozegrany został na stadionie klubu Huracán     |
| 30 października 1977 | Unión Santa Fe - CA Colón 0:1 Di Meola                                                                 |
| 30 października 1977 | Argentinos Juniors - CA Huracán 2:0 J.López, C.Alvarez                                                 |
| 30 października 1977 | Newell’s Old Boys - Boca Juniors 2:1 Giusti, Alfaro - Ortiz                                            |
| 30 października 1977 | Racing Club de Avellaneda - Ferro Carril Oeste 1:0 Cárdenas                                            |
| 30 października 1977 | Chacarita Juniors - CA Temperley 1:0 C.Rodríguez                                                       |
| 30 października 1977 | CA Platense - Gimnasia y Esgrima La Plata 1:0 Marrero mecz rozegrany został na stadionie klubu Atlanta |

### Kolejka 43
| Data             | Mecz                                                                                                |
| ---------------- | --------------------------------------------------------------------------------------------------- |
| 2 listopada 1977 | CA Argentino de Quilmes - CA Platense 1:0 Fortunato                                                 |
| 2 listopada 1977 | Gimnasia y Esgrima La Plata - Chacarita Juniors 6:1 Fornari(4), Tutino, Verón - Ferrero             |
| 2 listopada 1977 | CA Temperley - Racing Club de Avellaneda 3:0 Biondi, Freire, Sotelo                                 |
| 2 listopada 1977 | Ferro Carril Oeste - Newell’s Old Boys 2:2 Oca, C.Arregui - Bulleri, Garín s                        |
| 2 listopada 1977 | Boca Juniors - Argentinos Juniors 1:2 Perotti - Maradona(2)                                         |
| 2 listopada 1977 | CA Huracán - Unión Santa Fe 3:1 Cabrera(2), Leone - Bottaniz                                        |
| 2 listopada 1977 | CA Colón - River Plate 2:3 Di Meola, Aricó - Marchetti(2), Luque                                    |
| 2 listopada 1977 | CA All Boys - San Lorenzo de Almagro 1:2 Britapaja - Simaldone, Fischer                             |
| 2 listopada 1977 | Rosario Central - CA Vélez Sarsfield 0:0 mecz rozegrany został na stadionie klubu Newell's Old Boys |
| 2 listopada 1977 | Independiente - CA Banfield 2:1 Magallanes(2) - Cáceres                                             |
| 2 listopada 1977 | Atlanta Buenos Aires - Estudiantes La Plata 1:0 Candau                                              |

### Kolejka 44
| Data             | Mecz |
| ---------------- | --- |
| 6 listopada 1977 | Club Atlético Lanús - Atlanta Buenos Aires 2:1 Ribeca(2) - Contreras                                                                |
| 6 listopada 1977 | Estudiantes La Plata - Independiente 2:3 Del Curto, Onnis - Magallanes, Larrosa, Alberto                                            |
| 6 listopada 1977 | CA Banfield - Rosario Central 0:0                                                                                                   |
| 6 listopada 1977 | CA Vélez Sarsfield - CA All Boys 2:2 O.Gutiérrez, Roldán - Britapaja(2) mecz rozegrany został na stadionie klubu Ferro Carril Oeste |
| 6 listopada 1977 | San Lorenzo de Almagro - CA Colón 1:1 Sanz - Sanz s                                                                                 |
| 6 listopada 1977 | River Plate - CA Huracán 2:1 Luque(2) - Houseman mecz rozegrany został na stadionie klubu Huracán                                   |
| 6 listopada 1977 | Unión Santa Fe - Boca Juniors 1:1 Bottaniz - Husillos                                                                               |
| 6 listopada 1977 | Argentinos Juniors - Ferro Carril Oeste 1:1 C.Alvarez - Vidal                                                                       |
| 6 listopada 1977 | Newell’s Old Boys - CA Temperley 0:1 Cvitkovic                                                                                      |
| 6 listopada 1977 | Racing Club de Avellaneda - Gimnasia y Esgrima La Plata 0:2 Montagnoli, Fornari                                                     |
| 6 listopada 1977 | Chacarita Juniors - CA Argentino de Quilmes 0:0                                                                                     |

### Kolejka 45
| Data             | Mecz |
| ---------------- | --- |
| 9 listopada 1977 | CA Platense - Chacarita Juniors 2:3 Ulrich, Belloni - Avallay, Salinas(2) mecz rozegrany został na stadionie klubu Atlanta |
| 9 listopada 1977 | CA Argentino de Quilmes - Racing Club de Avellaneda 1:1 Fortunato - Glaria                                                 |
| 9 listopada 1977 | Gimnasia y Esgrima La Plata - Newell’s Old Boys 4:3 Beltrán(3), Fornari - Robles, Bueno, Alfaro                            |
| 9 listopada 1977 | CA Temperley - Argentinos Juniors 2:1 Biondi, García Sangenis - C.Alvarez                                                  |
| 9 listopada 1977 | Ferro Carril Oeste - Unión Santa Fe 1:3 Bartolomei - Trullet, Garré s, Franco s                                            |
| 9 listopada 1977 | Boca Juniors - River Plate 1:2 Pernía - Passarella, P.González                                                             |
| 9 listopada 1977 | CA Huracán - San Lorenzo de Almagro 1:0 Sanabria                                                                           |
| 9 listopada 1977 | CA Colón - CA Vélez Sarsfield 2:2 Aricó, Di Meola - Vera, Castro                                                           |
| 9 listopada 1977 | CA All Boys - CA Banfield 0:0                                                                                              |
| 9 listopada 1977 | Rosario Central - Estudiantes La Plata 3:0 Benito(3) mecz rozegrany został na stadionie klubu Newell's Old Boys            |
| 9 listopada 1977 | Independiente - Club Atlético Lanús 1:1 Arroyo - Cárdenas                                                                  |

### Kolejka 46
| Data              | Mecz |
| ----------------- | --- |
| 13 listopada 1977 | Atlanta Buenos Aires - Independiente 3:5 Candau, Franceschini(2) - Trossero(2), Outes(2), Larrosa |
| 13 listopada 1977 | Club Atlético Lanús - Rosario Central 0:1 J.González |
| 13 listopada 1977 | Estudiantes La Plata - CA All Boys 1:0 Del Curto |
| 13 listopada 1977 | CA Banfield - CA Colón 1:1 Orte - Anconetani |
| 13 listopada 1977 | CA Vélez Sarsfield - CA Huracán 0:0 mecz rozegrany został na stadionie klubu San Lorenzo de Almagro |
| 13 listopada 1977 | San Lorenzo de Almagro - Boca Juniors 0:2 Ortiz, Lacava Schell |
| 13 listopada 1977 | River Plate - Ferro Carril Oeste 4:2 Marchetti, Passarella, P.González, Ortiz - Vidal, Sotelo mecz rozegrany został na stadionie klubu Huracán Widzowie: 13 960 Sędzia: Ducatelli Club Atlético River Plate: Fillol - Lonardi,H. López; Saporiti, Merlo, Passarella - P. González, J. J. López, Luque, Marchetti, Ortiz. Club Ferro Carril Oeste: Garín - Iélamo, Garré, Franco, Oca, Bartolomei, Lucco, C. Arregui, Vidal, H. Arregui, Sotelo. |
| 13 listopada 1977 | Unión Santa Fe - CA Temperley 2:1 Quinteros, D'Alessandro - Donaires |
| 13 listopada 1977 | Argentinos Juniors - Gimnasia y Esgrima La Plata 2:2 J.López(2) - Montagnoli, Beltrán |
| 13 listopada 1977 | Newell’s Old Boys - CA Argentino de Quilmes 2:1 Pavoni, Robles - Manceda |
| 13 listopada 1977 | Racing Club de Avellaneda - CA Platense 1:0 Killer |

### Końcowa tabela Metropolitano 1977
| Poz | Klub                        | Mecze | Zw | Rem | Por | Pkt | BrZd | BrStr |
| --- | --------------------------- | ----- | -- | --- | --- | --- | ---- | ----- |
| 1   | River Plate                 | 44    | 25 | 13  | 6   | 63  | 83   | 46    |
| 2   | Independiente               | 44    | 23 | 15  | 6   | 61  | 82   | 47    |
| 3   | CA Vélez Sarsfield          | 44    | 19 | 18  | 7   | 56  | 65   | 48    |
| 4   | Boca Juniors                | 44    | 22 | 9   | 13  | 53  | 67   | 45    |
| 5   | CA Colón                    | 44    | 20 | 13  | 11  | 53  | 74   | 57    |
| 6   | Rosario Central             | 44    | 19 | 14  | 11  | 52  | 60   | 35    |
| 7   | Newell’s Old Boys           | 44    | 17 | 12  | 15  | 46  | 69   | 58    |
| 8   | CA Huracán                  | 44    | 14 | 16  | 14  | 44  | 56   | 59    |
| 9   | Argentinos Juniors          | 44    | 14 | 15  | 15  | 43  | 61   | 61    |
| 10  | Unión Santa Fe              | 44    | 12 | 18  | 14  | 42  | 57   | 55    |
| 11  | Estudiantes La Plata        | 44    | 13 | 16  | 15  | 42  | 60   | 61    |
| 12  | CA Banfield                 | 44    | 13 | 15  | 16  | 41  | 48   | 50    |
| 13  | Racing Club de Avellaneda   | 44    | 13 | 15  | 16  | 41  | 43   | 47    |
| 14  | San Lorenzo de Almagro      | 44    | 14 | 13  | 17  | 41  | 46   | 56    |
| 15  | Gimnasia y Esgrima La Plata | 44    | 15 | 10  | 19  | 40  | 75   | 76    |
| 16  | Chacarita Juniors           | 44    | 12 | 16  | 16  | 40  | 53   | 62    |
| 17  | Atlanta Buenos Aires        | 44    | 15 | 10  | 19  | 40  | 52   | 65    |
| 18  | CA Argentino de Quilmes     | 44    | 12 | 16  | 16  | 40  | 51   | 64    |
| 19  | CA All Boys                 | 44    | 11 | 17  | 16  | 39  | 50   | 67    |
| 20  | CA Platense                 | 44    | 10 | 18  | 16  | 38  | 48   | 66    |
| 21  | Club Atlético Lanús         | 44    | 11 | 16  | 17  | 38  | 43   | 54    |
| 22  | CA Temperley                | 44    | 13 | 10  | 21  | 36  | 56   | 75    |
| 23  | Ferro Carril Oeste          | 44    | 5  | 13  | 26  | 23  | 50   | 95    |

| Data              | Baraż o utrzymanie się w pierwszej lidze                                                                         |
| ----------------- | --- |
| 16 listopada 1977 | CA Platense - Club Atlético Lanús 0:0, karne 8:7 mecz rozegrany został na stadionie klubu San Lorenzo de Almagro |

Mistrz Campeonato Metropolitano 1977 River Plate zapewnił sobie udział w Copa Libertadores 1978. Z ligi spadły dwa ostatnie w tabeli kluby CA Temperley i Ferro Carril Oeste, a po przegranym barażu jako trzeci spadł z ligi Club Atlético Lanús.

### Klasyfikacja strzelców bramek Metropolitano 1977
| Gole | Piłkarz          | Klub                        |
| ---- | ---------------- | --------------------------- |
| 27   | Carlos Álvarez   | Argentinos Juniors          |
| 24   | Sergio Robles    | Newell’s Old Boys           |
| 22   | Roque Avallay    | Chacarita Juniors           |
| 22   | Daniel Bertoni   | Independiente               |
| 22   | Pedro Roldán     | CA Vélez Sarsfield          |
| 21   | Victor Marchetti | River Plate                 |
| 21   | Norberto Outes   | Independiente               |
| 20   | Alberto Beltrán  | Gimnasia y Esgrima La Plata |
| 19   | Sergio Fortunato | CA Argentino de Quilmes     |
| 18   | René Houseman    | CA Huracán                  |

## Campeonato Nacional 1977
W Campeonato Nacional wzięły udział 32 kluby - 21 klubów biorących udział w mistrzostwach Metropolitano oraz 11 klubów z prowincji. Prowincjonalna jedenastka została wyłoniona podczas rozgrywek klasyfikacyjnych klubów które wygrały swoje ligi prowincjonalne w roku 1976. W sezonie 1977 w mistrzostwach Nacional wzięły udział następujące kluby z regionu stołecznego (Metropolitano): CA All Boys, Argentinos Juniors, Atlanta Buenos Aires, CA Banfield, Boca Juniors, Chacarita Juniors, CA Colón, CA Estudiantes, Estudiantes La Plata, Gimnasia y Esgrima La Plata, CA Huracán, Independiente, Newell’s Old Boys, CA Platense, CA Argentino de Quilmes, Racing Club de Avellaneda, 
River Plate, Rosario Central, San Lorenzo de Almagro, Unión Santa Fe, CA Vélez Sarsfield
Do pierwszej ligi mistrzostw Nacional w sezonie 1977 zakwalifikowały się następujące kluby z prowincji: Atlético Ledesma Pueblo Ledesma, Belgrano Córdoba, Central Norte Salta, Cipolletti, Círculo Deportivo Comandante Nicanor Otamendi, Gimnasia y Esgrima Jujuy, Independiente Rivadavia Mendoza, Los Andes San Juan, Talleres Córdoba, San Martín Tucumán, Sarmiento Resistencia

### Kolejka 1
Grupa A
| Data              | Mecz                                                                                         |
| ----------------- | -------------------------------------------------------------------------------------------- |
| 20 listopada 1977 | Círculo Deportivo Comandante Nicanor Otamendi - Newell’s Old Boys 0:2 J.Fernández s, Aman s  |
| 20 listopada 1977 | CA Banfield - CA Estudiantes 0:0                                                             |
| 20 listopada 1977 | Gimnasia y Esgrima La Plata - San Lorenzo de Almagro 2:2 Fornari, Beltrán - Marangoni, Rizzi |
| 20 listopada 1977 | San Martín Tucumán - Independiente Rivadavia Mendoza 1:1 Avanzi - Funes                      |

Grupa B
| Data              | Mecz |
| ----------------- | --- |
| 20 listopada 1977 | Rosario Central - Cipolletti 2:1 Palavecino, Agüero - Murillo mecz rozegrany został na stadionie klubu Newell's Old Boys |
| 20 listopada 1977 | Chacarita Juniors - CA Argentino de Quilmes 2:0 Salinas(2)                                                               |
| 20 listopada 1977 | Boca Juniors - Estudiantes La Plata 1:3 Salguero - Letanú(2), Onnis                                                      |
| 20 listopada 1977 | Los Andes San Juan - Central Norte Salta 2:0 Riggio s, F.Sánchez                                                         |

Grupa C
| Data              | Mecz |
| ----------------- | --- |
| 20 listopada 1977 | Racing Club de Avellaneda - River Plate 3:0 Raffaelli s, Avallay(2)                                                       |
| 20 listopada 1977 | Gimnasia y Esgrima Jujuy - Sarmiento Resistencia 0:0                                                                      |
| 20 listopada 1977 | CA Colón - Talleres Córdoba 5:1 Luñiz(2), Di Meola(2), J.López - Valencia                                                 |
| 20 listopada 1977 | CA Platense - CA Vélez Sarsfield 1:3 M.Juárez - Roldán, Castro, Larraquy mecz rozegrany został na stadionie klubu Atlanta |

Grupa D
| Data              | Mecz                                                               |
| ----------------- | ------------------------------------------------------------------ |
| 20 listopada 1977 | CA Huracán - Independiente 2:4 Houseman(2) - Trossero(2), Outes(2) |
| 20 listopada 1977 | CA All Boys - Atlético Ledesma Pueblo Ledesma 2:0 Coch, Morandini  |
| 20 listopada 1977 | Belgrano Córdoba - Unión Santa Fe 3:0 Sosa, Comisso, Carranza      |
| 20 listopada 1977 | Argentinos Juniors - Atlanta Buenos Aires 0:0                      |

### Kolejka 2
Grupa A
| Data              | Mecz |
| ----------------- | --- |
| 23 listopada 1977 | San Martín Tucumán - Círculo Deportivo Comandante Nicanor Otamendi 2:0 Salomone, J.Sánchez                      |
| 23 listopada 1977 | Independiente Rivadavia Mendoza - Gimnasia y Esgrima La Plata 1:1 Cuper - Fornari                               |
| 23 listopada 1977 | San Lorenzo de Almagro - CA Banfield 3:2 Rizzi, Torres, Villar - Cerqueiro, Sacconi                             |
| 23 listopada 1977 | CA Estudiantes - Newell’s Old Boys 0:2 Alfaro, Rocha mecz rozegrany został na stadionie klubu Chacarita Juniors |

Grupa B
| Data              | Mecz |
| ----------------- | --- |
| 23 listopada 1977 | Cipolletti - Central Norte Salta 2:0 Bucarey, Dorado                                                         |
| 23 listopada 1977 | Estudiantes La Plata - Los Andes San Juan 3:1 Gottardi(2), Onnis - Maryllack                                 |
| 23 listopada 1977 | CA Argentino de Quilmes - Boca Juniors 1:1 Fortunato - Mouzo                                                 |
| 23 listopada 1977 | Rosario Central - Chacarita Juniors 1:0 Andreuchi mecz rozegrany został na stadionie klubu Newell's Old Boys |

Grupa C
| Data              | Mecz |
| ----------------- | --- |
| 23 listopada 1977 | CA Platense - Racing Club de Avellaneda 1:1 Orlando - Avallay mecz rozegrany został na stadionie klubu Atlanta |
| 23 listopada 1977 | CA Vélez Sarsfield - CA Colón 1:1 Roldán - Luñiz mecz rozegrany został na stadionie klubu Ferro Carril Oeste   |
| 23 listopada 1977 | Talleres Córdoba - Gimnasia y Esgrima Jujuy 2:0 Bravo, Ludueña                                                 |
| 23 listopada 1977 | Sarmiento Resistencia - River Plate 1:1 Monzón - Alonso                                                        |

Grupa D
| Data              | Mecz                                                                         |
| ----------------- | ---------------------------------------------------------------------------- |
| 23 listopada 1977 | Independiente - Atlanta Buenos Aires 2:0 Outes, Trossero                     |
| 23 listopada 1977 | Unión Santa Fe - Argentinos Juniors 3:1 Telch, Carrizo s, Marasco - Maradona |
| 23 listopada 1977 | Atlético Ledesma Pueblo Ledesma - Belgrano Córdoba 0:0                       |
| 23 listopada 1977 | CA Huracán - CA All Boys 2:1 Saldaña, Ardiles - Britapaja                    |

### Kolejka 3
Grupa A
| Data              | Mecz |
| ----------------- | --- |
| 27 listopada 1977 | Círculo Deportivo Comandante Nicanor Otamendi - CA Estudiantes 2:2 Mascareño, Vera - Toloza, Ugarte                |
| 27 listopada 1977 | Newell’s Old Boys - San Lorenzo de Almagro 0:0                                                                     |
| 27 listopada 1977 | CA Banfield - Independiente Rivadavia Mendoza 1:2 Cerqueiro - Monárdez, Zolorza                                    |
| 27 listopada 1977 | Gimnasia y Esgrima La Plata - San Martín Tucumán 4:3 Mamberto, Fornari, Beltrán, O.Pérez - J.Sánchez(2), Marangoni |

Grupa B
| Data              | Mecz |
| ----------------- | --- |
| 27 listopada 1977 | Chacarita Juniors - Cipolletti 1:2 Astudillo - Flores, Juárez                                                                                |
| 27 listopada 1977 | Boca Juniors - Rosario Central 1:0 C.Alvarez                                                                                                 |
| 27 listopada 1977 | Los Andes San Juan - CA Argentino de Quilmes 2:0 Maryllack, Méndez mecz rozegrany został na stadionie Estadio Malvinas Argentinas w Mendozie |
| 27 listopada 1977 | Central Norte Salta - Estudiantes La Plata 1:3 Papalardo - Letanú(2), Landaburo                                                              |

Grupa C
| Data              | Mecz |
| ----------------- | --- |
| 27 listopada 1977 | Racing Club de Avellaneda - Sarmiento Resistencia 5:0 R.Díaz, Avallay, Trama(3)                                   |
| 27 listopada 1977 | River Plate - Talleres Córdoba 3:0 J.J.López, Passarella, Alonso mecz rozegrany został na stadionie klubu Huracán |
| 27 listopada 1977 | Gimnasia y Esgrima Jujuy - CA Vélez Sarsfield 1:0 Altamiranda                                                     |
| 27 listopada 1977 | CA Colón - CA Platense 3:1 Di Meola, Aricó, Roldán - Orlando                                                      |

Grupa D
| Data              | Mecz |
| ----------------- | --- |
| 27 listopada 1977 | CA All Boys - Independiente 2:3 Nieto, Britapaja - O.Pérez, Magallanes, Bochini mecz rozegrany został na stadionie klubu San Lorenzo de Almagro |
| 27 listopada 1977 | Belgrano Córdoba - CA Huracán 2:1 Sosa, R.Rodríguez - Gallardo                                                                                  |
| 27 listopada 1977 | Argentinos Juniors - Atlético Ledesma Pueblo Ledesma 2:1 Premici, Maradona - Britez                                                             |
| 27 listopada 1977 | Atlanta Buenos Aires - Unión Santa Fe 1:0 Franceschini                                                                                          |

### Kolejka 4
Grupa A
| Data              | Mecz                                                                               |
| ----------------- | ---------------------------------------------------------------------------------- |
| 30 listopada 1977 | Gimnasia y Esgrima La Plata - Círculo Deportivo Comandante Nicanor Otamendi 0:0    |
| 30 listopada 1977 | San Martín Tucumán - CA Banfield 3:0 Salomone, Marangoni, Laguna                   |
| 30 listopada 1977 | Independiente Rivadavia Mendoza - Newell’s Old Boys 2:1 Machuca, A.Molina - Alfaro |
| 30 listopada 1977 | San Lorenzo de Almagro - CA Estudiantes 2:0 Villar, Rizzi                          |

Grupa B
| Data              | Mecz |
| ----------------- | --- |
| 30 listopada 1977 | Cipolletti - Estudiantes La Plata 0:2 Gottardi, Letanú                                                    |
| 30 listopada 1977 | CA Argentino de Quilmes - Central Norte Salta 2:0 Fortunato, Paruzzo                                      |
| 30 listopada 1977 | Rosario Central - Los Andes San Juan 0:1 Garro mecz rozegrany został na stadionie klubu Newell's Old Boys |
| 30 listopada 1977 | Chacarita Juniors - Boca Juniors 0:1 Ortiz                                                                |

Grupa C
| Data              | Mecz |
| ----------------- | --- |
| 30 listopada 1977 | CA Colón - Racing Club de Avellaneda 2:2 Zimmerman, Roldán - Avallay, R.Díaz                                                     |
| 30 listopada 1977 | CA Platense - Gimnasia y Esgrima Jujuy 3:1 Otaola s, Gonzalo s, Petti - Ferraro mecz rozegrany został na stadionie klubu Atlanta |
| 30 listopada 1977 | CA Vélez Sarsfield - River Plate 2:0 Corbalán, Roldán mecz rozegrany został na stadionie klubu Ferro Carril Oeste                |
| 30 listopada 1977 | Talleres Córdoba - Sarmiento Resistencia 4:2 Bocanelli(2), Bravo(2) - Ansiporovich, Monzón                                       |

Grupa D
| Data              | Mecz                                                                         |
| ----------------- | ---------------------------------------------------------------------------- |
| 30 listopada 1977 | Independiente - Unión Santa Fe 2:2 Larrosa, Magallanes - Saggioratto, Arroyo |
| 30 listopada 1977 | Atlético Ledesma Pueblo Ledesma - Atlanta Buenos Aires 0:0                   |
| 30 listopada 1977 | CA Huracán - Argentinos Juniors 2:2 Houseman(2) - J.López, Fren              |
| 30 listopada 1977 | CA All Boys - Belgrano Córdoba 1:1 Britapaja - R.Rodríguez                   |

### Kolejka 5
Grupa A
| Data           | Mecz |
| -------------- | --- |
| 4 grudnia 1977 | Círculo Deportivo Comandante Nicanor Otamendi - San Lorenzo de Almagro 0:0                                                                   |
| 4 grudnia 1977 | CA Estudiantes - Independiente Rivadavia Mendoza 1:3 Gerez - Machuca(2), A.Molina mecz rozegrany został na stadionie klubu Chacarita Juniors |
| 4 grudnia 1977 | Newell’s Old Boys - San Martín Tucumán 4:0 Yazalde(3), Gallego                                                                               |
| 4 grudnia 1977 | CA Banfield - Gimnasia y Esgrima La Plata 0:2 Forgués(2)                                                                                     |

Grupa B
| Data           | Mecz                                                                   |
| -------------- | ---------------------------------------------------------------------- |
| 4 grudnia 1977 | Boca Juniors - Cipolletti 4:1 Zanabria, Mouzo, Ortiz, Pernía][Flores   |
| 4 grudnia 1977 | Los Andes San Juan - Chacarita Juniors 0:2 C.Rodríguez, Salinas        |
| 4 grudnia 1977 | Central Norte Salta - Rosario Central 1:3 Medina - Jair(2), Mancinelli |
| 4 grudnia 1977 | Estudiantes La Plata - CA Argentino de Quilmes 1:0 Letanú              |

Grupa C
| Data           | Mecz |
| -------------- | --- |
| 4 grudnia 1977 | Racing Club de Avellaneda - Talleres Córdoba 1:2 Trama - Bocanelli, Ludueña                                     |
| 4 grudnia 1977 | Sarmiento Resistencia - CA Vélez Sarsfield 1:5 Caballero - Roldán(2), Vera, Corbalán, Castro                    |
| 4 grudnia 1977 | River Plate - CA Platense 5:0 Marchetti(3), J.J.López, Sabella mecz rozegrany został na stadionie klubu Huracán |
| 4 grudnia 1977 | Gimnasia y Esgrima Jujuy - CA Colón 2:0 Giles, J.Sánchez                                                        |

Grupa D
| Data           | Mecz                                                                 |
| -------------- | -------------------------------------------------------------------- |
| 4 grudnia 1977 | Belgrano Córdoba - Independiente 2:1 Sanseverino, Bonet - Outes      |
| 4 grudnia 1977 | Argentinos Juniors - CA All Boys 1:1 Maradona - Britapaja            |
| 4 grudnia 1977 | Atlanta Buenos Aires - CA Huracán 2:1 Lobos, Franceschini - Sanabria |
| 4 grudnia 1977 | Unión Santa Fe - Atlético Ledesma Pueblo Ledesma 2:0 Bottaniz(2)     |

### Kolejka 6
Grupa A
| Data           | Mecz |
| -------------- | --- |
| 8 grudnia 1977 | CA Banfield - Círculo Deportivo Comandante Nicanor Otamendi 3:1 Cerqueiro, Ferlich, M.González - Zugasti |
| 8 grudnia 1977 | Gimnasia y Esgrima La Plata - Newell’s Old Boys 2:2 Beltrán, Montagnoli - Alfaro, Yazalde                |
| 8 grudnia 1977 | San Martín Tucumán - CA Estudiantes 1:1 J.Sánchez - Toloza                                               |
| 8 grudnia 1977 | Independiente Rivadavia Mendoza - San Lorenzo de Almagro 1:2 Monárdez - Rizzi(2)                         |

Grupa B
| Data           | Mecz |
| -------------- | --- |
| 8 grudnia 1977 | Cipolletti - CA Argentino de Quilmes 2:0 Flores, Juárez                                                                               |
| 8 grudnia 1977 | Rosario Central - Estudiantes La Plata 2:1 Palavecino, J.González - Letanú mecz rozegrany został na stadionie klubu Newell's Old Boys |
| 8 grudnia 1977 | Chacarita Juniors - Central Norte Salta 6:2 C.Rodriguez, Pena, Salinas(3), Ischia - Medina, Papalardo                                 |
| 8 grudnia 1977 | Boca Juniors - Los Andes San Juan 2:2 C.Alvarez(2) - J.Soto, Vega                                                                     |

Grupa C
| Data           | Mecz |
| -------------- | --- |
| 8 grudnia 1977 | Gimnasia y Esgrima Jujuy - Racing Club de Avellaneda 0:1 Avallay                                                                |
| 8 grudnia 1977 | CA Colón - River Plate 3:1 Roldán, Luñiz, Vega - Coscia]                                                                        |
| 8 grudnia 1977 | CA Platense - Sarmiento Resistencia 4:1 Pinasco, Petti, Belloni, Niro - Monzón mecz rozegrany został na stadionie klubu Atlanta |
| 8 grudnia 1977 | CA Vélez Sarsfield - Talleres Córdoba 0:2 Bravo, Cherini mecz rozegrany został na stadionie klubu Ferro Carril Oeste            |

Grupa D
| Data           | Mecz                                                           |
| -------------- | -------------------------------------------------------------- |
| 8 grudnia 1977 | Independiente - Atlético Ledesma Pueblo Ledesma 2:0 Larrosa(2) |
| 8 grudnia 1977 | CA Huracán - Unión Santa Fe 2:1 Houseman(2) - Bottaniz         |
| 8 grudnia 1977 | CA All Boys - Atlanta Buenos Aires 2:0 Coch, Pintos            |
| 8 grudnia 1977 | Belgrano Córdoba - Argentinos Juniors 2:0 Bonet, Sosa          |

### Kolejka 7
Grupa A
| Data            | Mecz |
| --------------- | --- |
| 11 grudnia 1977 | Círculo Deportivo Comandante Nicanor Otamendi - Independiente Rivadavia Mendoza 2:0 Vera(2)                                                 |
| 11 grudnia 1977 | San Lorenzo de Almagro - San Martín Tucumán 2:2 Rizzi, Marangoni - Salomone(2)                                                              |
| 11 grudnia 1977 | CA Estudiantes - Gimnasia y Esgrima La Plata 2:1 De Cicco, J.Domínguez - Echauri mecz rozegrany został na stadionie klubu Chacarita Juniors |
| 11 grudnia 1977 | Newell’s Old Boys - CA Banfield 6:2 Alfaro(2), Montes(2), Yazalde(2) - Lo Gatto, Orte                                                       |

Grupa B
| Data            | Mecz |
| --------------- | --- |
| 11 grudnia 1977 | Los Andes San Juan - Cipolletti 3:0 Garro, J.Soto(2)                                                             |
| 11 grudnia 1977 | Central Norte Salta - Boca Juniors 1:2 Medina - Mastrángelo, Salas                                               |
| 11 grudnia 1977 | Estudiantes La Plata - Chacarita Juniors 6:3 Letanú(2), Onnis, Gottardi, Milano, Herrera - Candau, Salinas, Pena |
| 11 grudnia 1977 | CA Argentino de Quilmes - Rosario Central 0:0                                                                    |

Grupa C
| Data            | Mecz |
| --------------- | --- |
| 11 grudnia 1977 | Racing Club de Avellaneda - CA Vélez Sarsfield 0:0                                                                                     |
| 11 grudnia 1977 | Talleres Córdoba - CA Platense 2:1 Ludueña, Cherini - Juárez                                                                           |
| 11 grudnia 1977 | Sarmiento Resistencia - CA Colón 2:1 Villasanti(2) - Luna                                                                              |
| 11 grudnia 1977 | River Plate - Gimnasia y Esgrima Jujuy 6:0 Coscia(2), Passarella(2), Luque, Ferraro s mecz rozegrany został na stadionie klubu Huracán |

Grupa D
| Data            | Mecz |
| --------------- | --- |
| 11 grudnia 1977 | Argentinos Juniors - Independiente 0:2 Outes, Larrosa mecz rozegrany został na stadionie klubu Ferro Carril Oeste |
| 11 grudnia 1977 | Atlanta Buenos Aires - Belgrano Córdoba 1:3 Curini - Sosa(2), Bonet                                               |
| 11 grudnia 1977 | Unión Santa Fe - CA All Boys 1:0 Casaccio                                                                         |
| 11 grudnia 1977 | Atlético Ledesma Pueblo Ledesma - CA Huracán 0:1 Gallardo                                                         |

### Kolejka 8
Grupa A
| Data            | Mecz |
| --------------- | --- |
| 14 grudnia 1977 | Newell’s Old Boys - Círculo Deportivo Comandante Nicanor Otamendi 1:0 Alfaro                                |
| 14 grudnia 1977 | CA Estudiantes - CA Banfield 1:1 Bravo - Ferlich mecz rozegrany został na stadionie klubu Chacarita Juniors |
| 14 grudnia 1977 | San Lorenzo de Almagro - Gimnasia y Esgrima La Plata 1:0 Giuliano                                           |
| 14 grudnia 1977 | Independiente Rivadavia Mendoza - San Martín Tucumán 1:1 A.Molina - Salomone                                |

Grupa B
| Data            | Mecz                                                                                      |
| --------------- | ----------------------------------------------------------------------------------------- |
| 14 grudnia 1977 | Cipolletti - Rosario Central 2:1 Murillo, Eresuma - Agüero                                |
| 14 grudnia 1977 | CA Argentino de Quilmes - Chacarita Juniors 1:0 Raschia                                   |
| 14 grudnia 1977 | Estudiantes La Plata - Boca Juniors 0:1 Salas                                             |
| 14 grudnia 1977 | Central Norte Salta - Los Andes San Juan 5:1 Armani(2), Cardozo, Tejeda, Medina - Quiroga |

Grupa C
| Data            | Mecz |
| --------------- | --- |
| 14 grudnia 1977 | River Plate - Racing Club de Avellaneda 1:2 Passarella - Avallay(2) mecz rozegrany został na stadionie klubu Huracán                                               |
| 14 grudnia 1977 | Sarmiento Resistencia - Gimnasia y Esgrima Jujuy 1:0 Caballero |
| 14 grudnia 1977 | Talleres Córdoba - CA Colón 5:1 Bravo(2), Bocanelli(2), Alderete - Aricó                                                                                           |
| 14 grudnia 1977 | CA Vélez Sarsfield - CA Platense 3:4 Mehemed, Baldi, Geoffroy - C.Martínez, Pinasco, Juárez, Peremateu mecz rozegrany został na stadionie klubu Ferro Carril Oeste |

Grupa D
| Data            | Mecz                                                                                   |
| --------------- | -------------------------------------------------------------------------------------- |
| 14 grudnia 1977 | Independiente - CA Huracán 2:0 Outes, Bochini                                          |
| 14 grudnia 1977 | Atlético Ledesma Pueblo Ledesma - CA All Boys 4:1 Augier(2), Iman, Chazarreta - Medina |
| 14 grudnia 1977 | Unión Santa Fe - Belgrano Córdoba 2:2 Bottaniz, Arroyo - Sanseverino, Sosa             |
| 14 grudnia 1977 | Atlanta Buenos Aires - Argentinos Juniors 1:0 Franceschini                             |

### Kolejka 9
Grupa A
| Data            | Mecz                                                                                               |
| --------------- | -------------------------------------------------------------------------------------------------- |
| 17 grudnia 1977 | Círculo Deportivo Comandante Nicanor Otamendi - San Martín Tucumán 1:1 Zugasti - J.Sánchez         |
| 17 grudnia 1977 | Gimnasia y Esgrima La Plata - Independiente Rivadavia Mendoza 1:1 Montagnoli - Funes               |
| 17 grudnia 1977 | CA Banfield - San Lorenzo de Almagro 2:1 Orte(2) - Simaldone                                       |
| 17 grudnia 1977 | Newell’s Old Boys - CA Estudiantes 5:2 Gallego, Alfaro, H.Sánchez(2), Berta - Pafundi, J.Guillermo |

Grupa B
| Data            | Mecz                                                                                |
| --------------- | ----------------------------------------------------------------------------------- |
| 17 grudnia 1977 | Central Norte Salta - Cipolletti 0:0                                                |
| 17 grudnia 1977 | Los Andes San Juan - Estudiantes La Plata 1:1 Quiroga - Letanú                      |
| 17 grudnia 1977 | Boca Juniors - CA Argentino de Quilmes 0:0                                          |
| 17 grudnia 1977 | Chacarita Juniors - Rosario Central 4:2 Astudillo(2), Abate(2) - Pena s, Mancinelli |

Grupa C
| Data            | Mecz |
| --------------- | --- |
| 17 grudnia 1977 | Racing Club de Avellaneda - CA Platense 2:2 Avallay(2) - Belloni, Orlando                                              |
| 17 grudnia 1977 | CA Colón - CA Vélez Sarsfield 4:1 Vega(2), Roldán, Mariano - Mehemed                                                   |
| 17 grudnia 1977 | Gimnasia y Esgrima Jujuy - Talleres Córdoba 0:3 Bravo(3)                                                               |
| 17 grudnia 1977 | River Plate - Sarmiento Resistencia 3:0 Passarella, J.J.López, Alonso mecz rozegrany został na stadionie klubu Huracán |

Grupa D
| Data            | Mecz |
| --------------- | --- |
| 17 grudnia 1977 | Atlanta Buenos Aires - Independiente 0:2 Outes, Larrosa |
| 17 grudnia 1977 | Argentinos Juniors - Unión Santa Fe 4:1 Ovelar, Maradona, Di Donato, J.López - Arroyo                                                                             |
| 17 grudnia 1977 | Belgrano Córdoba - Atlético Ledesma Pueblo Ledesma 2:0 Bonet(2)                                                                                                   |
| 17 grudnia 1977 | CA All Boys - CA Huracán 4:4 Brandoni, Peracca, Coch(2) - Houseman, Peracca, Candedo, M.Rodríguez mecz rozegrany został na stadionie klubu San Lorenzo de Almagro |

### Kolejka 10
Grupa A
| Data            | Mecz |
| --------------- | --- |
| 21 grudnia 1977 | CA Estudiantes - Círculo Deportivo Comandante Nicanor Otamendi 1:0 J.Guillermo mecz rozegrany został na stadionie klubu Chacarita Juniors |
| 21 grudnia 1977 | San Lorenzo de Almagro - Newell’s Old Boys 1:1 Torres - Capurro                                                                           |
| 21 grudnia 1977 | Independiente Rivadavia Mendoza - CA Banfield 3:2 Machuca, C.Molina, Monárdez - Brandli, P.Gómez                                          |
| 21 grudnia 1977 | San Martín Tucumán - Gimnasia y Esgrima La Plata 1:1 Espeche - Coronel                                                                    |

Grupa B
| Data            | Mecz |
| --------------- | --- |
| 21 grudnia 1977 | Cipolletti - Chacarita Juniors 1:0 Veira                                                                 |
| 21 grudnia 1977 | Rosario Central - Boca Juniors 1:0 Palavecino mecz rozegrany został na stadionie klubu Newell's Old Boys |
| 21 grudnia 1977 | CA Argentino de Quilmes - Los Andes San Juan 1:0 Pellerano                                               |
| 21 grudnia 1977 | Estudiantes La Plata - Central Norte Salta 3:1 Gottardi, Landaburo, Santecchia - Cejas                   |

Grupa C
| Data            | Mecz |
| --------------- | --- |
| 21 grudnia 1977 | Sarmiento Resistencia - Racing Club de Avellaneda 2:0 J.Sánchez, Villasanti                                                          |
| 21 grudnia 1977 | Talleres Córdoba - River Plate 1:0 Valencia                                                                                          |
| 21 grudnia 1977 | CA Vélez Sarsfield - Gimnasia y Esgrima Jujuy 3:0 Rotondi, Mehemed, Aloi mecz rozegrany został na stadionie klubu Ferro Carril Oeste |
| 21 grudnia 1977 | CA Platense - CA Colón 2:0 Mastromauro, Pinasco mecz rozegrany został na stadionie klubu Atlanta                                     |

Grupa D
| Data            | Mecz                                                                                               |
| --------------- | -------------------------------------------------------------------------------------------------- |
| 21 grudnia 1977 | Independiente - CA All Boys 3:0 Outes(2), Magallanes                                               |
| 21 grudnia 1977 | CA Huracán - Belgrano Córdoba 4:0 Houseman(2), Saladaño, B.Rodríguez]                              |
| 21 grudnia 1977 | Atlético Ledesma Pueblo Ledesma - Argentinos Juniors 3:2 Farías, Ledesma, Ferreyra - Fren, J.López |
| 21 grudnia 1977 | Unión Santa Fe - Atlanta Buenos Aires 1:1 Alí - Torres                                             |

### Kolejka 11
Grupa A
| Data            | Mecz |
| --------------- | --- |
| 28 grudnia 1977 | Círculo Deportivo Comandante Nicanor Otamendi - Gimnasia y Esgrima La Plata 0:1 Di Bastiano                             |
| 28 grudnia 1977 | CA Banfield - San Martín Tucumán 1:1 Cerqueiro - Avanzi                                                                 |
| 28 grudnia 1977 | Newell’s Old Boys - Independiente Rivadavia Mendoza 3:1 Alfaro(2), Yazalde - Cuper                                      |
| 28 grudnia 1977 | CA Estudiantes - San Lorenzo de Almagro 2:1 Ugarte(2) - Sánz mecz rozegrany został na stadionie klubu Chacarita Juniors |

Grupa B
| Data            | Mecz                                                                 |
| --------------- | -------------------------------------------------------------------- |
| 28 grudnia 1977 | Estudiantes La Plata - Cipolletti 3:1 Letanú(2), Landaburo - Flores  |
| 28 grudnia 1977 | Central Norte Salta - CA Argentino de Quilmes 0:1 Salinas            |
| 28 grudnia 1977 | Los Andes San Juan - Rosario Central 0:0                             |
| 28 grudnia 1977 | Boca Juniors - Chacarita Juniors 3:0 C.Alvarez, Mastrángelo, J.López |

Grupa C
| Data            | Mecz |
| --------------- | --- |
| 28 grudnia 1977 | Racing Club de Avellaneda - CA Colón 0:0                                                                                 |
| 28 grudnia 1977 | Gimnasia y Esgrima Jujuy - CA Platense 1:1 Ferraro - Belloni                                                             |
| 28 grudnia 1977 | River Plate - CA Vélez Sarsfield 2:3 Alonso(2) - E.Vázquez(2), Geoffroy mecz rozegrany został na stadionie klubu Huracán |
| 28 grudnia 1977 | Sarmiento Resistencia - Talleres Córdoba 1:1 Villasanti - Bocanelli                                                      |

Grupa D
| Data            | Mecz |
| --------------- | --- |
| 28 grudnia 1977 | Unión Santa Fe - Independiente 2:3 Bottaniz, Regenhardt - Galván, Magallanes(2)                                  |
| 28 grudnia 1977 | Atlanta Buenos Aires - Atlético Ledesma Pueblo Ledesma 5:2 Carrió(3), F.Gutiérrez, Gallardo - Farías, Chazarreta |
| 28 grudnia 1977 | Argentinos Juniors - CA Huracán 0:2 Sanabria(2)                                                                  |
| 28 grudnia 1977 | Belgrano Córdoba - CA All Boys 5:2 Beccerica, García Sangenis, Bonet, Laciar, R.Rodríguez - Zywica, Brandoni     |

### Kolejka 12
Grupa A
| Data            | Mecz                                                                                                 |
| --------------- | --- |
| 4 stycznia 1978 | San Lorenzo de Almagro - Círculo Deportivo Comandante Nicanor Otamendi 3:0 Rizzi(2), Giuliano        |
| 4 stycznia 1978 | Independiente Rivadavia Mendoza - CA Estudiantes 2:1 Monárdez, Villegas - Di Cicco                   |
| 4 stycznia 1978 | San Martín Tucumán - Newell’s Old Boys 1:1 Roldán - Gallego                                          |
| 4 stycznia 1978 | Gimnasia y Esgrima La Plata - CA Banfield 5:2 Lazbal(2), Villarreal, Uzín, Echauri - Corvo, D'Angelo |

Grupa B
| Data            | Mecz |
| --------------- | --- |
| 4 stycznia 1978 | Cipolletti - Boca Juniors 4:2 Flores, Veira, Eresuma, M.García - A.Alves, Zanabria                                                  |
| 4 stycznia 1978 | Chacarita Juniors - Los Andes San Juan 1:1 Ferrero - Cortés                                                                         |
| 4 stycznia 1978 | Rosario Central - Central Norte Salta 4:1 Palavecino(3), Potente - Vidal mecz rozegrany został na stadionie klubu Newell's Old Boys |
| 4 stycznia 1978 | CA Argentino de Quilmes - Estudiantes La Plata 1:1 Fortunato - Gottardi                                                             |

Grupa C
| Data            | Mecz |
| --------------- | --- |
| 4 stycznia 1978 | Talleres Córdoba - Racing Club de Avellaneda 1:0 Bocanelli                                                                                              |
| 4 stycznia 1978 | CA Vélez Sarsfield - Sarmiento Resistencia 3:2 Aloi, Baldi, Virgallito - Villasanti, Monzón mecz rozegrany został na stadionie klubu Ferro Carril Oeste |
| 4 stycznia 1978 | CA Platense - River Plate 0:1 Pitarch mecz rozegrany został na stadionie klubu Atlanta                                                                  |
| 4 stycznia 1978 | CA Colón - Gimnasia y Esgrima Jujuy 1:2 Baez - J.Sánchez, Bareiro                                                                                       |

Grupa D
| Data            | Mecz                                                      |
| --------------- | --------------------------------------------------------- |
| 4 stycznia 1978 | Independiente - Belgrano Córdoba 3:0 Outes(2), Magallanes |
| 4 stycznia 1978 | CA All Boys - Argentinos Juniors 0:1 Premici              |
| 4 stycznia 1978 | CA Huracán - Atlanta Buenos Aires 1:0 Cabrera             |
| 4 stycznia 1978 | Atlético Ledesma Pueblo Ledesma - Unión Santa Fe 0:0      |

### Kolejka 13
Grupa A
| Data            | Mecz |
| --------------- | --- |
| 7 stycznia 1978 | Círculo Deportivo Comandante Nicanor Otamendi - CA Banfield 0:1 Lo Gatto                                                     |
| 7 stycznia 1978 | Newell’s Old Boys - Gimnasia y Esgrima La Plata 5:0 Alfaro(2), Berta, Gallego, Capurro                                       |
| 7 stycznia 1978 | CA Estudiantes - San Martín Tucumán 1:1 Aguerópolis s - Marangoni mecz rozegrany został na stadionie klubu Chacarita Juniors |
| 7 stycznia 1978 | San Lorenzo de Almagro - Independiente Rivadavia Mendoza 2:2 Giuliano, Rizzi - A.Molina, Velázquez                           |

Grupa B
| Data            | Mecz                                                                                   |
| --------------- | -------------------------------------------------------------------------------------- |
| 7 stycznia 1978 | CA Argentino de Quilmes - Cipolletti 3:2 Márquez, Salinas, Fortunato - Eresuma, Juárez |
| 7 stycznia 1978 | Estudiantes La Plata - Rosario Central 1:0 Letanú                                      |
| 7 stycznia 1978 | Central Norte Salta - Chacarita Juniors 2:1 Armani, Cardozo - Trezeguet                |
| 7 stycznia 1978 | Los Andes San Juan - Boca Juniors 3:2 J.Soto, Quiroga(2) - A.Alves(2)                  |

Grupa C
| Data            | Mecz |
| --------------- | --- |
| 7 stycznia 1978 | Racing Club de Avellaneda - Gimnasia y Esgrima Jujuy 1:0 Cordero                                                       |
| 7 stycznia 1978 | River Plate - CA Colón 5:0 Sepaquercia(2), Alonso, Perfumo, Coudannes mecz rozegrany został na stadionie klubu Huracán |
| 7 stycznia 1978 | Sarmiento Resistencia - CA Platense 1:1 Monzón - Amarillo                                                              |
| 7 stycznia 1978 | Talleres Córdoba - CA Vélez Sarsfield 2:2 Bocanelli, Astudillo - Geoffroy, E.Vázquez                                   |

Grupa D
| Data            | Mecz                                                                             |
| --------------- | -------------------------------------------------------------------------------- |
| 7 stycznia 1978 | Atlético Ledesma Pueblo Ledesma - Independiente 1:0 Bacas                        |
| 7 stycznia 1978 | Unión Santa Fe - CA Huracán 3:1 Regenhardt, Sthelik(2) - Pereyra                 |
| 7 stycznia 1978 | Atlanta Buenos Aires - CA All Boys 3:0 Filipetto, Palka s, J.Vázquez             |
| 7 stycznia 1978 | Argentinos Juniors - Belgrano Córdoba 3:2 Maradona(2), Premici - Monserrat, Sosa |

### Kolejka 14
Grupa A
| Data             | Mecz |
| ---------------- | --- |
| 11 stycznia 1978 | Independiente Rivadavia Mendoza - Círculo Deportivo Comandante Nicanor Otamendi 4:1 Velázquez, Machuca, Jaime(2) - Galay |
| 11 stycznia 1978 | San Martín Tucumán - San Lorenzo de Almagro 0:0                                                                          |
| 11 stycznia 1978 | Gimnasia y Esgrima La Plata - CA Estudiantes 1:1 Genin - J.Pérez                                                         |
| 11 stycznia 1978 | CA Banfield - Newell’s Old Boys 0:0                                                                                      |

Grupa B
| Data             | Mecz |
| ---------------- | --- |
| 11 stycznia 1978 | Cipolletti - Los Andes San Juan 2:5 Flores, Juárez - Giardini, Quiroga(2), J.Soto, Oros                                     |
| 11 stycznia 1978 | Boca Juniors - Central Norte Salta 2:0 Sala, Alonso                                                                         |
| 11 stycznia 1978 | Chacarita Juniors - Estudiantes La Plata 0:4 Gurrieri, Onnis, Russo, Solari                                                 |
| 11 stycznia 1978 | Rosario Central - CA Argentino de Quilmes 4:0 Jair, Andreuchi(3) mecz rozegrany został na stadionie klubu Newell's Old Boys |

Grupa C
| Data             | Mecz |
| ---------------- | --- |
| 11 stycznia 1978 | CA Vélez Sarsfield - Racing Club de Avellaneda 1:4 Aloi - Avallay(2), O.Gutiérrez, Herrera mecz rozegrany został na stadionie klubu Ferro Carril Oeste |
| 11 stycznia 1978 | CA Platense - Talleres Córdoba 4:1 Arrieta s, Juárez, Amarillo, Viscovich - Zenarola mecz rozegrany został na stadionie klubu Atlanta                  |
| 11 stycznia 1978 | CA Colón - Sarmiento Resistencia 1:4 Mántaras - Barrientos, Monzón, Leroyer s, Villasanti                                                              |
| 11 stycznia 1978 | Gimnasia y Esgrima Jujuy - River Plate 0:4 Comisso(2), Sepaquercia, Coscia                                                                             |

Grupa D
| Data             | Mecz                                                                         |
| ---------------- | ---------------------------------------------------------------------------- |
| 11 stycznia 1978 | Independiente - Argentinos Juniors 1:2 Rigolino - Ovelar, J.López            |
| 11 stycznia 1978 | Belgrano Córdoba - Atlanta Buenos Aires 1:0 Bernio                           |
| 11 stycznia 1978 | CA All Boys - Unión Santa Fe 3:2 Bentrón, J.Gómez, Picabea - Ortega, Sthelik |
| 11 stycznia 1978 | CA Huracán - Atlético Ledesma Pueblo Ledesma 2:2 Cabrera(2) - Farías, Bacas  |

### Tabele
| Poz | Klub                                          | Mecze | Zw | Rem | Por | Pkt | BrZd | BrStr |
| --- | --------------------------------------------- | ----- | -- | --- | --- | --- | ---- | ----- |
| 1   | Newell’s Old Boys                             | 14    | 8  | 5   | 1   | 21  | 33   | 11    |
| 2   | San Lorenzo de Almagro                        | 14    | 5  | 7   | 2   | 17  | 20   | 14    |
| 3   | Independiente Rivadavia Mendoza               | 14    | 6  | 5   | 3   | 17  | 24   | 20    |
| 4   | Gimnasia y Esgrima La Plata                   | 14    | 4  | 7   | 3   | 15  | 21   | 21    |
| 5   | San Martín Tucumán                            | 14    | 2  | 10  | 2   | 14  | 18   | 18    |
| 6   | CA Estudiantes                                | 14    | 3  | 6   | 5   | 12  | 15   | 22    |
| 7   | CA Banfield                                   | 14    | 3  | 4   | 7   | 10  | 17   | 28    |
| 8   | Círculo Deportivo Comandante Nicanor Otamendi | 14    | 1  | 4   | 9   | 6   | 7    | 21    |

| Poz | Klub                    | Mecze | Zw | Rem | Por | Pkt | BrZd | BrStr |
| --- | ----------------------- | ----- | -- | --- | --- | --- | ---- | ----- |
| 1   | Estudiantes La Plata    | 14    | 10 | 2   | 2   | 22  | 32   | 13    |
| 2   | Boca Juniors            | 14    | 7  | 3   | 4   | 17  | 22   | 16    |
| 3   | Rosario Central         | 14    | 7  | 2   | 5   | 16  | 20   | 13    |
| 4   | Los Andes San Juan      | 14    | 6  | 4   | 4   | 16  | 22   | 19    |
| 5   | CA Argentino de Quilmes | 14    | 5  | 4   | 5   | 14  | 10   | 15    |
| 6   | Cipolletti              | 14    | 6  | 1   | 7   | 13  | 20   | 26    |
| 7   | Chacarita Juniors       | 14    | 4  | 1   | 9   | 9   | 20   | 26    |
| 8   | Central Norte Salta     | 14    | 2  | 1   | 11  | 5   | 14   | 32    |

| Poz | Klub                      | Mecze | Zw | Rem | Por | Pkt | BrZd | BrStr |
| --- | ------------------------- | ----- | -- | --- | --- | --- | ---- | ----- |
| 1   | Talleres Córdoba          | 14    | 9  | 2   | 3   | 20  | 27   | 20    |
| 2   | Racing Club de Avellaneda | 14    | 6  | 5   | 3   | 17  | 22   | 12    |
| 3   | River Plate               | 14    | 7  | 1   | 6   | 15  | 32   | 15    |
| 4   | CA Vélez Sarsfield        | 14    | 6  | 3   | 5   | 15  | 27   | 24    |
| 5   | CA Platense               | 14    | 5  | 4   | 5   | 14  | 25   | 25    |
| 6   | Sarmiento Resistencia     | 14    | 4  | 4   | 6   | 12  | 18   | 29    |
| 7   | CA Colón                  | 14    | 4  | 3   | 7   | 11  | 22   | 29    |
| 8   | Gimnasia y Esgrima Jujuy  | 14    | 3  | 2   | 9   | 8   | 7    | 26    |

| Poz | Klub                            | Mecze | Zw | Rem | Por | Pkt | BrZd | BrStr |
| --- | ------------------------------- | ----- | -- | --- | --- | --- | ---- | ----- |
| 1   | Independiente                   | 14    | 10 | 1   | 3   | 21  | 30   | 13    |
| 2   | Belgrano Córdoba                | 14    | 8  | 3   | 3   | 19  | 25   | 18    |
| 3   | CA Huracán                      | 14    | 6  | 3   | 5   | 15  | 25   | 23    |
| 4   | Atlanta Buenos Aires            | 14    | 5  | 3   | 6   | 13  | 14   | 15    |
| 5   | Argentinos Juniors              | 14    | 5  | 3   | 6   | 13  | 18   | 21    |
| 6   | Unión Santa Fe                  | 14    | 4  | 4   | 6   | 12  | 20   | 23    |
| 7   | Atlético Ledesma Pueblo Ledesma | 14    | 3  | 4   | 7   | 10  | 13   | 21    |
| 8   | CA All Boys                     | 14    | 3  | 3   | 8   | 9   | 19   | 30    |

### 1/2 finału
| Data             | Mecz                                                                                             |
| ---------------- | ------------------------------------------------------------------------------------------------ |
| 14 stycznia 1978 | Talleres Córdoba - Newell’s Old Boys 1:1 Cherini - Roux Larrosa                                  |
| 14 stycznia 1978 | Estudiantes La Plata - Independiente 1:1 C.López - Outes                                         |
| 18 stycznia 1978 | Newell’s Old Boys - Talleres Córdoba 0:1 Bravo Awans: Talleres Córdoba                           |
| 18 stycznia 1978 | Independiente - Estudiantes La Plata 3:1 Bochini, Trossero, O.Pérez - Onnis Awans: Independiente |

### Finał
| Data             | Mecz |
| ---------------- | --- |
| 21 stycznia 1978 | Independiente - Talleres Córdoba 1:1 Trossero - Cherini |
| 25 stycznia 1978 | Talleres Córdoba - Independiente 2:2 Widzowie: 19 551 Sędzia Barreiro Bramki: 0:1 Outes 29; 1:1 Cherini 60k, 2:1 Bocanelli 74, 2:2Bochini 83 Club Atlético Talleres de Córdoba: Guibaudo - Galván, Ocaño, Astudillo, Ludueña, Binello, Bocanelli, Reinaldi(Syeyyguil), Bravo, Valencia, Cherini. CA Independiente: Rigante - Villaverde, O. Pérez - Pagnanini, Galván, Trossero; Britez(Biondi), Larrosa, Outes, Bochini, Magallanes(Bertoni). Independiente wygrał dzięki większej liczbie bramek strzelonch na wyjeździe |

Mistrzem Argentyny turnieju Nacional w roku 1977 został klub Independiente, natomiast wicemistrzem Argentyny turnieju Nacional został Talleres Córdoba. Jako mistrz Argentyny turnieju Nacional klub Independiente zapewnił sobie udział w Copa Libertadores 1978.

### Klasyfikacja strzelców bramek Nacional 1977
| Gole | Piłkarz         | Klub                      |
| ---- | --------------- | ------------------------- |
| 13   | Alfredo Letanú  | Estudiantes La Plata      |
| 12   | Roque Avallay   | Racing Club de Avellaneda |
| 11   | Héctor Alfaro   | Newell’s Old Boys         |
| 11   | Norberto Outes  | Independiente             |
| 9    | Humberto Bravo  | Talleres Córdoba          |
| 9    | René Houseman   | CA Huracán                |
| 9    | Mario Rizzi     | San Lorenzo de Almagro    |
| 8    | Angel Bocanelli | Talleres Córdoba          |